# Olympische Sommerspiele 2008/Leichtathletik – Siebenkampf (Frauen)

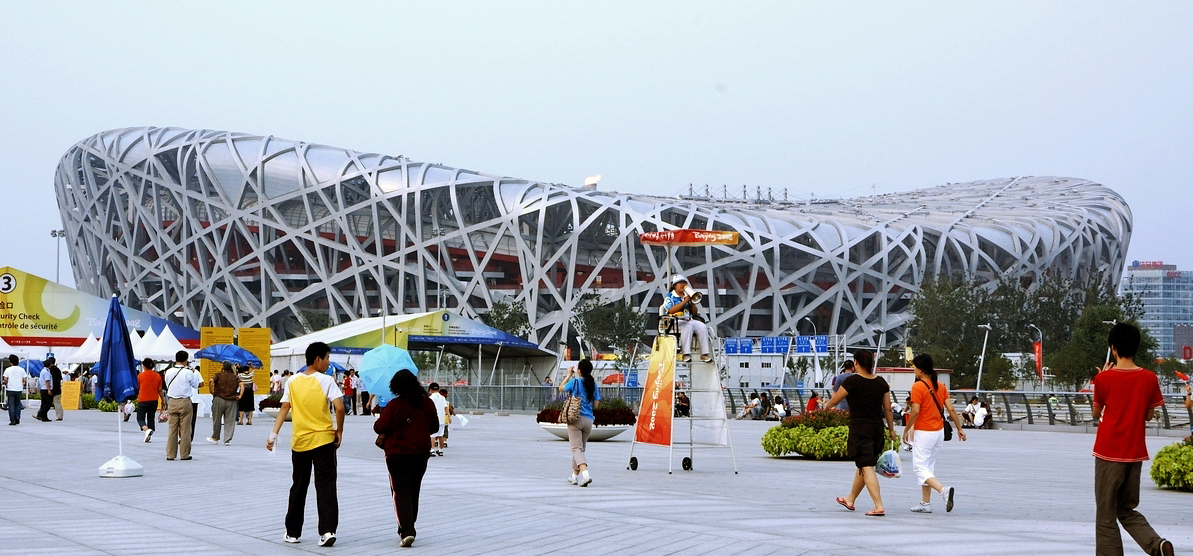
Das Vogelnest – Olympiastadion von Peking

Der Siebenkampf bei den Olympischen Spielen 2008 in Peking wurde am 15. und 16. August 2008 ausgetragen. 43 Athletinnen nahmen teil.
Olympiasiegerin wurde die Ukrainerin Natalija Dobrynska. Die US-Amerikanerin Hyleas Fountain gewann die Silbermedaille, Bronze ging an die Britin Kelly Sotherton.

## Aktuelle Titelträgerinnen
| Olympiasiegerin 2004                       | Carolina Klüft ( Schweden)     | 6952 P | Athen 2004          |
| Weltmeisterin 2007                         | Carolina Klüft ( Schweden)     | 7032 P | Ōsaka 2007          |
| Europameisterin 2006                       | Carolina Klüft ( Schweden)     | 6740 P | Göteborg 2006       |
| Panamerikanische Meisterin 2007            | Jessica Zelinka ( Kanada)      | 6163 P | Rio de Janeiro 2007 |
| Zentralamerika- und Karibik-Meisterin 2008 | Yarianny Arguelles ( Kuba)     | 5862 P | Cali 2008           |
| Südamerika-Meisterin 2007                  | Lucimara da Silva ( Brasilien) | 5803 P | São Paulo 2007      |
| Asienmeisterin 2007                        | Irina Naumenko ( Kasachstan)   | 5617 P | Amman 2007          |
| Afrikameisterin 2004                       | Patience Okoro ( Nigeria)      | 4906 P | Addis Abeba 2008    |
| Ozeanienmeisterin 2008                     | Narelle Long ( Australien)     | 3081 P | Saipan 2008         |

## Rekorde

### Bestehende Rekorde
| Weltrekord         | 7291 P | Jackie Joyner-Kersee ( USA) | Seoul, Südkorea    | 24. September 1988 |
| Olympischer Rekord | 7291 P | Jackie Joyner-Kersee ( USA) | OS Seoul, Südkorea | 24. September 1988 |

Der bestehende olympische Rekord, gleichzeitig Weltrekord, wurde bei diesen Spielen nicht erreicht. Die ukrainische Olympiasiegerin Natalija Dobrynska erreichte 6733 Punkte und blieb damit 558 Punkte unter dem Welt- und Olympiarekord.

### Rekordverbesserungen
Es gab einen Kontinental- und darüber hinaus einen Landesrekord:
- Kontinentalrekord: 6076 P (Südamerikarekord) – Lucimara da Silva, Brasilien
- Landesrekord: 6490 P – Jessica Zelinka, Kanada

## Durchführung des Wettbewerbs
Der Siebenkampf wurde nach denselben Regeln wie heute durchgeführt. Die sieben Disziplinen fanden auf zwei Tage verteilt statt. Gewertet wurde nach der auch heute gültigen Punktetabelle von 1985.

## Teilnehmerinnen
| Name                       | Nation                                                          |
| -------------------------- | --------------------------------------------------------------- |
| Pramila Aiyappa            | Indien                                                          |
| Ljudmyla Blonska           | Ukraine – zeitnah im Anschluss an den Wettkampf disqualifiziert |
| Anna Bogdanowa             | Russland                                                        |
| Kamila Chudzik             | Polen                                                           |
| Marie Collonvillé          | Frankreich                                                      |
| Natalija Dobrynska         | Ukraine                                                         |
| Györgyi Farkas             | Ungarn                                                          |
| Hyleas Fountain            | USA                                                             |
| Aiga Grabuste              | Lettland                                                        |
| Julie Hollman              | Großbritannien                                                  |
| Laurien Hoos               | Niederlande                                                     |
| Jackie Johnson             | USA                                                             |
| Kaie Kand                  | Estland                                                         |
| Jolanda Keizer             | Niederlande                                                     |
| Niina Kelo                 | Finnland                                                        |
| Sonja Kesselschläger       | Deutschland                                                     |
| Olga Kurban                | Russland                                                        |
| Liu Haili                  | Volksrepublik China                                             |
| Jana Maksimawa             | Belarus                                                         |
| Ida Marcussen              | Norwegen                                                        |
| Hanna Melnytschenko        | Ukraine                                                         |
| Antoinette Nana Djimou Ida | Frankreich                                                      |
| Irina Naumenko             | Kasachstan                                                      |
| Jennifer Oeser             | Deutschland                                                     |
| Diana Pickler              | USA                                                             |
| Gretchen Quintana          | Kuba                                                            |
| Denisa Ščerbová            | Tschechien                                                      |
| Lilli Schwarzkopf          | Deutschland                                                     |
| Javur Jagadeeshappa Shobha | Indien                                                          |
| Lucimara da Silva          | Brasilien                                                       |
| Sushmitha Singha Roy       | Indien                                                          |
| Austra Skujytė             | Litauen                                                         |
| Kelly Sotherton            | Großbritannien                                                  |
| Argyro Strataki            | Griechenland                                                    |
| Yuliya Tarasova            | Usbekistan                                                      |
| Tatjana Tschernowa         | Russland – disqualifiziert am 24. Juli 2017                     |
| Karolina Tymińska          | Polen                                                           |
| Rebecca Wardell            | Neuseeland                                                      |
| Kylie Wheeler              | Australien                                                      |
| Wassana Winatho            | Thailand                                                        |
| Jessica Zelinka            | Kanada                                                          |
| Viktorija Žemaitytė        | Litauen                                                         |
| Linda Züblin               | Schweiz                                                         |

## Doping
Im Siebenkampf von Peking gab es zwei Dopingfälle.
- Ljudmyla Blonska, Ukraine. Sie war eine der wenigen Fälle mit einem zeitnahen Dopingnachweis. Vier Tage nach ihrem ersten Einsatz bei diesen Spielen, dem Siebenkampf, wurde sie positiv auf das anabole Steroid Methyltestosteron getestet. Nach ebenfalls positiver B-Probe am Tag darauf wurde sie zunächst suspendiert. Wiederum einen Tag später wurde sie disqualifiziert und endgültig von den Spielen ausgeschlossen. Später folgte eine lebenslange Sperre.[6]
- Tatjana Tschernowa, Russland – zunächst Vierte. Sie wurde am 24. April 2017 disqualifiziert, nachdem sie des Dopingmissbrauch überführt worden war.[7]

Die im Finale nach den disqualifizierten Athletinnen platzierten Sportlerinnen rückten in der offiziellen Wertung jeweils zwei Plätze nach vorne.

## Disziplinen

### 100-Meter-Hürdenlauf

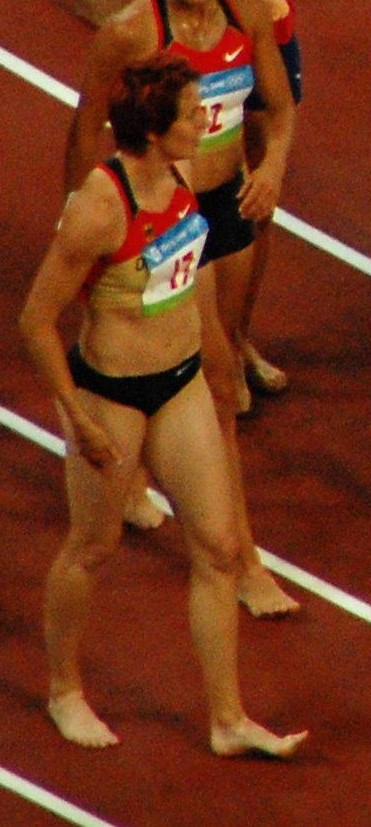
Sonja Kesselschläger – Siegerin ihres Laufs mit 13,50 s (siebtschnellste Zeit), in der Gesamtwertung auf Rang fünfzehn

Die Disziplin wurde in fünf Läufen durchgeführt.
| Platz | Name       | Zeit (s)  | Punkte |
| ----- | ---------- | --------- | ------ |
| 1     | Hoos       | 13,52 PBe | 1047   |
| 2     | Liu        | 13,56 PB  | 1041   |
| 3     | Tymińska   | 13,62 PB  | 1033   |
| 4     | Shobha     | 13,62 PB  | 1033   |
| 5     | Wheeler    | 13,68     | 1024   |
| 6     | Quintana   | 13,77     | 1011   |
| 7     | Züblin     | 13,90     | 993    |
| 8     | Aiyappa    | 13,97     | 983    |
| 9     | Singha Roy | 14,11     | 963    |

| Platz | Name      | Zeit (s) | Punkte |
| ----- | --------- | -------- | ------ |
| 1     | Dobrynska | 13,44 PB | 1059   |
| 2     | Keizer    | 13,90    | 993    |
| 3     | Winatho   | 13,93    | 988    |
| 4     | Strataki  | 14,05    | 971    |
| 5     | Hollman   | 14,43    | 918    |
| 6     | Kand      | 14,47    | 913    |
| 7     | Farkas    | 14,66    | 887    |
| 8     | Maksimawa | 14,71    | 880    |
| DNF   | Naumenko  |          | 0      |

| Platz | Name      | Zeit (s) | Punkte |
| ----- | --------- | -------- | ------ |
| 1     | Grabuste  | 13,78    | 1010   |
| 2     | Kelo      | 13,95 PB | 985    |
| 3     | Tarasova  | 14,03 PB | 974    |
| 4     | Marcussen | 14,07 PB | 968    |
| 5     | Wardell   | 14,07    | 968    |
| 6     | Žemaitytė | 14,44    | 917    |
| 7     | Skujytė   | 14,46    | 914    |

| Platz | Name            | Zeit (s) | Punkte |
| ----- | --------------- | -------- | ------ |
| 1     | Kesselschläger  | 13,50    | 1050   |
| 2     | da Silva        | 13,55    | 1043   |
| 3     | Collonvillé     | 13,57 PB | 1040   |
| 4     | Oeser           | 13,57    | 1040   |
| 5     | Schwarzkopf     | 13,73    | 1017   |
| 6     | Chudzik         | 13,79    | 1008   |
| 7     | Nana Djimou Ida | 13,85    | 1000   |
| DOP   | Blonska         | 13,31    | 1078   |
| DOP   | Tschernowa      | 13,65    | 1028   |

| 1 | Fountain      | 12,78    | 1158 |
| 2 | Zelinka       | 12,97 PB | 1129 |
| 3 | Bogdanowa     | 13,09 PB | 1111 |
| 4 | Sotherton     | 13,18 PB | 1097 |
| 5 | Johnson       | 13,22    | 1091 |
| 6 | Melnytschenko | 13,52    | 1047 |
| 7 | Kurban        | 13,77    | 1011 |
| 8 | Ščerbová      | 13,88    | 995  |
| 9 | Pickler       | 14,28    | 935  |

| Platz | Name            | Punkte |
| ----- | --------------- | ------ |
| 01    | Fountain        | 1158   |
| 02    | Zelinka         | 1129   |
| 03    | Bogdanowa       | 1111   |
| 04    | Sotherton       | 1097   |
| 05    | Johnson         | 1091   |
| 06    | Dobrynska       | 1059   |
| 07    | Kesselschläger  | 1050   |
| 08    | Hoos            | 1047   |
| 08    | Melnytschenko   | 1047   |
| 10    | da Silva        | 1043   |
| 11    | Liu             | 1041   |
| 12    | Collonvillé     | 1040   |
| 12    | Oeser           | 1040   |
| 14    | Shobha          | 1033   |
| 14    | Tymińska        | 1033   |
| 16    | Wheeler         | 1024   |
| 17    | Schwarzkopf     | 1017   |
| 18    | Kurban          | 1011   |
| 18    | Quintana        | 1011   |
| 20    | Grabuste        | 1010   |
| 21    | Chudzik         | 1008   |
| 22    | Nana Djimou Ida | 1000   |
| 23    | Ščerbová        | 995    |
| 24    | Keizer          | 993    |
| 24    | Züblin          | 993    |
| 26    | Winatho         | 988    |
| 27    | Kelo            | 985    |
| 28    | Aiyappa         | 983    |
| 29    | Tarasova        | 974    |
| 30    | Strataki        | 971    |
| 31    | Marcussen       | 968    |
| 31    | Wardell         | 968    |
| 33    | Singha Roy      | 963    |
| 34    | Pickler         | 935    |
| 35    | Hollman         | 918    |
| 36    | Žemaitytė       | 917    |
| 37    | Skujytė         | 914    |
| 38    | Kand            | 913    |
| 39    | Farkas          | 887    |
| 40    | Maksimawa       | 880    |
| 41    | Naumenko        | 000    |
| DOP   | Blonska         | 1078   |
| DOP   | Tschernowa      | 1028   |

### Hochsprung
15. August 2008, 10:30 Uhr

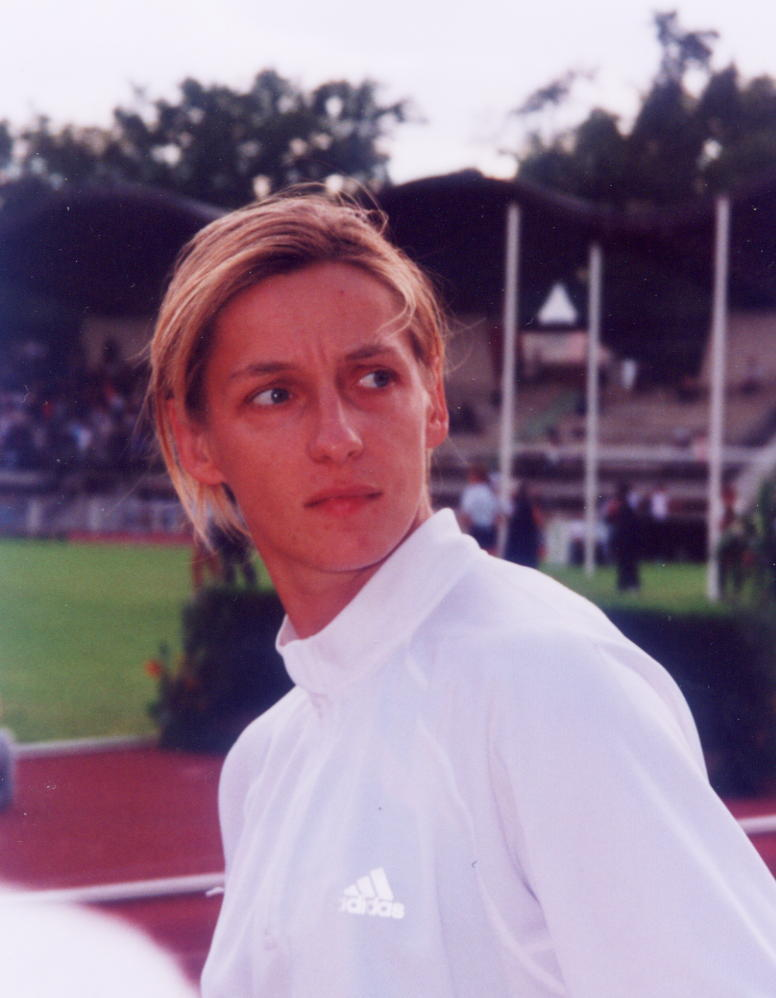
In einem hochklassigen Hochsprungwettbewerb erzielte Marie Collonvillé mit 1,86 m die drittbeste Höhe, in der Gesamtwertung wurde sie Elfte

Die Disziplin wurde in zwei Gruppen durchgeführt.
Die Kasachin Irina Naumenko und die US-Amerikanerin Diana Pickler traten zu dieser zweiten Disziplin nicht mehr an.
Anmerkung: Alle Höhen sind in Metern angegeben.
| Platz | Name            | 1,50 1,71 | 1,53 1,74 | 1,56 1,77 | 1,59 1,80 | 1,62 1,83 | 1,65 1,86 | 1,68 – | Höhe (m) | Punkte |
| ----- | --------------- | --------- | --------- | --------- | --------- | --------- | --------- | ------ | -------- | ------ |
| 01    | Keizer          | – o       | – o       | – o       | – o       | – o       | – xxx     | o –    | 1,83     | 1016   |
| 02    | Dobrynska       | – o       | – o       | – o       | – xo      | – xxx     | –         | –      | 1,80     | 978    |
| 03    | Zelinka         | – o       | – o       | – o       | – xxx     | –         | –         | o –    | 1,77     | 941    |
| 04    | Kurban          | – o       | – o       | – xo      | – xxx     | –         | –         | o –    | 1,77     | 941    |
| 05    | Grabuste        | – o       | – o       | – xo      | – xxx     | xo –      | o –       | o –    | 1,77     | 941    |
| 06    | Chudzik         | – o       | – xxo     | – xo      | o xxx     | –         | o –       | o –    | 1,77     | 941    |
| 07    | Liu             | – o       | – o       | o xxo     | o xxx     | o –       | o –       | o –    | 1,77     | 941    |
| 08    | Tymińska        | – o       | – xo      | – xxo     | o xxx     | o –       | –         | o –    | 1,77     | 941    |
| 09    | Aiyappa         | – o       | – xo      | o xxx     | –         | o –       | o –       | o –    | 1,74     | 903    |
| 10    | Žemaitytė       | – o       | o xxo     | o x–      | o –       | o –       | o –       | xo –   | 1,74     | 903    |
| 11    | Marcussen       | – xo      | – xxx     | –         | –         | –         | o –       | o –    | 1,71     | 867    |
| 12    | Nana Djimou Ida | – xo      | – xxx     | –         | –         | o –       | o –       | xo –   | 1,71     | 867    |
| 13    | Wardell         | – xxo     | o xxx     | o –       | o –       | o –       | o –       | o –    | 1,71     | 867    |
| 14    | Quintana        | – xxx     | –         | o –       | –         | o –       | o –       | xxo –  | 1,68     | 830    |
| 15    | Shobha          | o –       | o –       | o –       | o –       | xo –      | xo –      | xxx –  | 1,65     | 795    |
| 16    | Hoos            | –         | –         | o –       | xo –      | xxo –     | xo –      | xxx –  | 1,65     | 795    |
| 17    | Kelo            | –         | o –       | o –       | o –       | xo –      | xxo –     | xxx –  | 1,65     | 795    |
| 18    | Kand            | –         | –         | –         | xxo –     | o –       | xxo –     | xxx –  | 1,65     | 795    |
| 19    | Züblin          | –         | o –       | o –       | o –       | xo –      | xxx –     | –      | 1,62     | 759    |
| DOP   | Tschernowa      | – o       | – xo      | – o       | – xxo     | – xxo     | – xxx     | o –    | 1,83     | 1016   |

| Platz | Name           | 1,50 1,74               | 1,53 1,77               | 1,56 1,80               | 1,59 1,83               | 1,62 1,86               | 1,65 1,89               | 1,68 1,92               | 1,71 –                  | Höhe (m) | Punkte |
| ----- | -------------- | ----------------------- | ----------------------- | ----------------------- | ----------------------- | ----------------------- | ----------------------- | ----------------------- | ----------------------- | -------- | ------ |
| 01    | Fountain       | – o                     | – xo                    | – o                     | – o                     | – o                     | – o                     | – xxx                   | o –                     | 1,89     | 1093   |
| 02    | Wheeler        | – o                     | – xxo                   | – o                     | – xxo                   | – o                     | – xo                    | – xxx                   | o –                     | 1,89     | 1093   |
| 03    | Bogdanowa      | – o                     | – o                     | – xo-                   | – xo                    | – xo                    | – xxx                   | –                       | o –                     | 1,86     | 1054   |
| 04    | Collonvillé    | – o                     | – o                     | – xo-                   | – o                     | – xxo                   | – xxx                   | –                       | o –                     | 1,86     | 1054   |
| 05    | da Silva       | – o                     | – o                     | o                       | o                       | – xxx                   | o –                     | o –                     | o –                     | 1,83     | 1016   |
| 06    | Sotherton      | – o                     | – o                     | – o                     | – xxo                   | – xxx                   | –                       | –                       | –                       | 1,83     | 1016   |
| 07    | Melnytschenko  | – o                     | – o                     | – o                     | – xxx                   | –                       | –                       | o –                     | xo –                    | 1,80     | 975    |
| 08    | Schwarzkopf    | – o                     | – o                     | – xxo                   | – xxx                   | –                       | –                       | –                       | o –                     | 1,80     | 975    |
| 09    | Oeser          | – o-                    | – xxo                   | – xxo                   | – xxx                   | –                       | –                       | –                       | o –                     | 1,80     | 975    |
| 10    | Skujytė        | – o                     | – o                     | – xxx                   | –                       | –                       | –                       | –                       | o –                     | 1,77     | 941    |
| 11    | Johnson        | – xo                    | – o                     | – xxx                   | –                       | o –                     | –                       | o –                     | –                       | 1,77     | 941    |
| 12    | Kesselschläger | – xo                    | – xo                    | – xxx                   | –                       | –                       | o –                     | –                       | o –                     | 1,77     | 941    |
| 13    | Hollman        | – o                     | – xxo                   | – xxx                   | –                       | o –                     | o –                     | o –                     | o –                     | 1,77     | 941    |
| 14    | Farkas         | – o                     | – xxx                   | –                       | –                       | –                       | o –                     | xo –                    | o –                     | 1,74     | 903    |
| 15    | Maksimawa      | – xxo                   | – xxx                   | –                       | –                       | –                       | –                       | o –                     | o –                     | 1,74     | 903    |
| 16    | Tarasova       | – xxx                   | –                       | –                       | –                       | –                       | o –                     | o –                     | o –                     | 1,71     | 867    |
| 17    | Singha Roy     | o xxx                   | –                       | –                       | o –                     | xxo –                   | o –                     | o –                     | o –                     | 1,71     | 867    |
| 18    | Strataki       | –                       | –                       | –                       | –                       | o –                     | xxo –                   | o –                     | xxx –                   | 1,68     | 830    |
| 19    | Winatho        | –                       | –                       | –                       | –                       | o –                     | o –                     | xo –                    | xxx –                   | 1,68     | 830    |
| 20    | Ščerbová       | –                       | –                       | –                       | o –                     | o –                     | o –                     | xxx –                   | –                       | 1,65     | 795    |
| DOP   | Blonska        | Versuchsserie unbekannt | Versuchsserie unbekannt | Versuchsserie unbekannt | Versuchsserie unbekannt | Versuchsserie unbekannt | Versuchsserie unbekannt | Versuchsserie unbekannt | Versuchsserie unbekannt | 1,86     | 1054   |

| Platz | Name            | Punkte |
| ----- | --------------- | ------ |
| 01    | Fountain        | 2251   |
| 02    | Bogdanowa       | 2165   |
| 03    | Wheeler         | 2117   |
| 04    | Sotherton       | 2113   |
| 05    | Collonvillé     | 2094   |
| 05    | Zelinka         | 2070   |
| 07    | da Silva        | 2059   |
| 08    | Dobrynska       | 2037   |
| 09    | Johnson         | 2032   |
| 10    | Melnytschenko   | 2025   |
| 11    | Oeser           | 2018   |
| 12    | Keizer          | 2009   |
| 13    | Schwarzkopf     | 1995   |
| 14    | Kesselschläger  | 1991   |
| 15    | Kurban          | 1985   |
| 15    | Liu             | 1985   |
| 17    | Tymińska        | 1974   |
| 18    | Grabuste        | 1951   |
| 19    | Chudzik         | 1949   |
| 20    | Aiyappa         | 1886   |
| 21    | Nana Djimou Ida | 1867   |
| 22    | Hollman         | 1859   |
| 23    | Skujytė         | 1855   |
| 24    | Hoos            | 1842   |
| 25    | Quintana        | 1841   |
| 25    | Tarasova        | 1841   |
| 27    | Marcussen       | 1835   |
| 27    | Wardell         | 1835   |
| 29    | Singha Roy      | 1830   |
| 30    | Shobha          | 1828   |
| 31    | Žemaitytė       | 1820   |
| 32    | Winatho         | 1818   |
| 33    | Strataki        | 1801   |
| 34    | Farkas          | 1790   |
| 34    | Ščerbová        | 1790   |
| 36    | Maksimawa       | 1783   |
| 37    | Kelo            | 1780   |
| 38    | Züblin          | 1752   |
| 39    | Kand            | 1708   |
| DOP   | Blonska         | 2132   |
| DOP   | Tschernowa      | 2044   |

### Kugelstoßen
15. August 2008, 19:00 Uhr

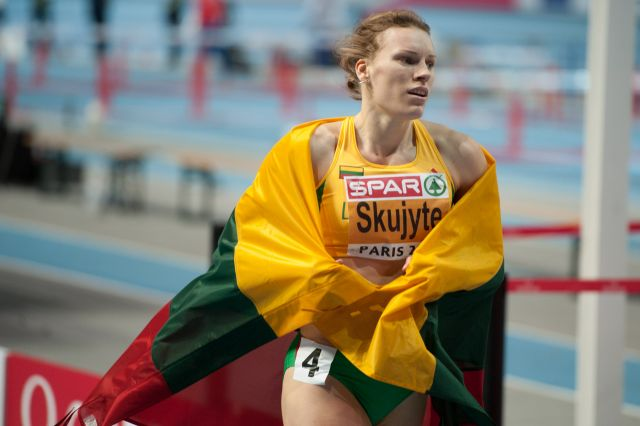
Im Kugelstoßen zeigte die Olympiazweite von 2004 Austra Skujytė mit 17,02 m ihr ganzes Können, bevor sie nach der fünften Disziplin aus dem Wettkampf ausstieg

Der Wettkampf wurde in zwei Gruppen durchgeführt.
Die Tschechin Denisa Ščerbová und die Thailänderin Wassana Winatho traten zu dieser dritten Disziplin nicht an.
Anmerkung: Alle Weiten sind in Metern angegeben.
| Platz | Name            | 1. Versuch            | 2. Versuch            | 3. Versuch            | Punkte |
| ----- | --------------- | --------------------- | --------------------- | --------------------- | ------ |
| 01    | Dobrynska       | 16,23                 | 17,29 PB              | 16,28                 | 1015   |
| 02    | Skujytė         | 16,79                 | 16,30                 | 17,02 PB              | 997    |
| 03    | Keizer          | x                     | 15,15 PB              | x                     | 871    |
| 04    | Hoos            | 14,98                 | 14,83                 | x                     | 860    |
| 05    | Kelo            | 14,80                 | 14,82                 | 14,64                 | 849    |
| 06    | Schwarzkopf     | 14,00                 | 14,61                 | 13,83                 | 835    |
| 07    | Chudzik         | 13,43                 | 14,32                 | 14,34                 | 817    |
| 08    | Kesselschläger  | 13,06                 | 13,11                 | 14,33                 | 816    |
| 09    | Wardell         | 14,28                 | 14,09                 | x                     | 813    |
| 10    | Bogdanowa       | 14,04                 | 14,08                 | 14,08                 | 799    |
| 11    | Tymińska        | 14,08                 | x                     | 13,72                 | 799    |
| 12    | Sotherton       | 13,87                 | 13,66                 | 13,57                 | 785    |
| 13    | Kurban          | 13,55                 | 13,24                 | 13,84 PB              | 783    |
| 14    | Zelinka         | 13,24                 | 13,35                 | 13,79                 | 780    |
| 15    | Oeser           | 13,49                 | 13,62                 | x                     | 769    |
| 16    | Maksimawa       | 13,60                 | x                     | 13,25                 | 767    |
| 17    | Fountain        | 13,36                 | 12,25                 | 12,11                 | 751    |
| 18    | Strataki        | 13,08                 | 13,22                 | x                     | 742    |
| 19    | Melnytschenko   | 12,57                 | 13,18                 | x                     | 739    |
| 20    | Nana Djimou Ida | 12,42                 | 12,47                 | 13,12                 | 735    |
| 21    | Marcussen       | 12,97                 | 12,82                 | x                     | 725    |
| DOP   | Blonska         | 14,29 Serie unbekannt | 14,29 Serie unbekannt | 14,29 Serie unbekannt | 813    |

| Platz | Name        | 1. Versuch | 2. Versuch | 3. Versuch | Punkte |
| ----- | ----------- | ---------- | ---------- | ---------- | ------ |
| 01    | Žemaitytė   | 13,37      | 14,01 PB   | 13,54      | 795    |
| 02    | Quintana    | 13,10      | 13,07      | 12,95      | 734    |
| 03    | Shobha      | 12,33      | 13,07      | 12,86      | 732    |
| 04    | Wheeler     | 13,06      | 13,04      | 12,76      | 731    |
| 05    | Kand        | 12,08      | x          | 12,91      | 721    |
| 06    | Liu         | 12,51      | 12,71      | 12,54      | 708    |
| 07    | Grabuste    | 12,61      | 12,70      | x          | 707    |
| 08    | Tarasova    | 12,12      | 10,49      | 12,60      | 701    |
| 09    | Hollman     | 11,78      | 12,45      | 11,81      | 691    |
| 10    | Collonvillé | 11,27      | 12,42      | 12,03      | 689    |
| 11    | Züblin      | 12,34      | 11,69      | 11,89      | 684    |
| 12    | Farkas      | 11,95      | 12,06      | 11,52      | 665    |
| 13    | Johnson     | 11,31      | 10,91      | 11,82      | 649    |
| 14    | Aiyappa     | 11,65      | 11,66      | 11,09      | 639    |
| 15    | da Silva    | 11,59      | x          | 11,28      | 634    |
| 16    | Singha Roy  | 11,13      | 11,27      | 10,74      | 613    |
| DOP   | Tschernowa  | 11,74      | 12,88      | x          | 719    |

| Platz | Name            | Punkte |
| ----- | --------------- | ------ |
| 01    | Dobrynska       | 3052   |
| 02    | Fountain        | 3002   |
| 03    | Bogdanowa       | 2964   |
| 04    | Sotherton       | 2898   |
| 05    | Keizer          | 2880   |
| 06    | Skujytė         | 2852   |
| 07    | Zelinka         | 2850   |
| 08    | Wheeler         | 2848   |
| 09    | Schwarzkopf     | 2830   |
| 10    | Kesselschläger  | 2807   |
| 11    | Oeser           | 2787   |
| 12    | Collonvillé     | 2783   |
| 13    | Tymińska        | 2773   |
| 14    | Chudzik         | 2766   |
| 15    | Melnytschenko   | 2764   |
| 16    | Kurban          | 2735   |
| 17    | Hoos            | 2705   |
| 18    | da Silva        | 2693   |
| 198   | Liu             | 2690   |
| 20    | Johnson         | 2681   |
| 21    | Grabuste        | 2658   |
| 22    | Wardell         | 2648   |
| 23    | Kelo            | 2629   |
| 24    | Žemaitytė       | 2615   |
| 25    | Nana Djimou Ida | 2602   |
| 26    | Quintana        | 2570   |
| 27    | Marcussen       | 2565   |
| 27    | Shobha          | 2565   |
| 29    | Hollman         | 2550   |
| 29    | Maksimawa       | 2550   |
| 31    | Strataki        | 2543   |
| 32    | Tarasova        | 2542   |
| 33    | Aiyappa         | 2525   |
| 34    | Farkas          | 2455   |
| 35    | Singha Roy      | 2443   |
| 36    | Züblin          | 2436   |
| 37    | Kand            | 2429   |
| DOP   | Blonska         | 2945   |
| DOP   | Tschernowa      | 2763   |

### 200-Meter-Lauf

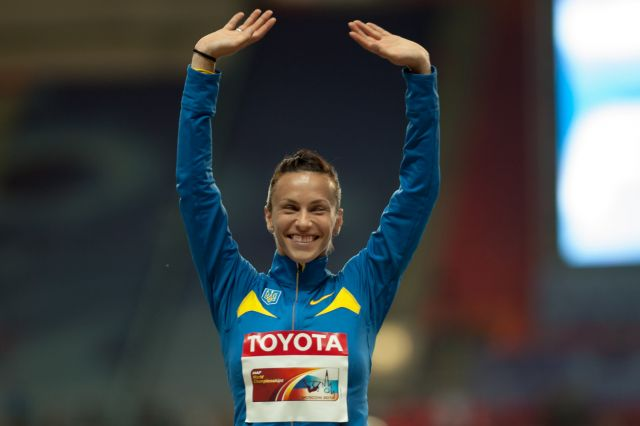
Hanna Melnytschenko lief über 200 Meter mit 24,35 s neue persönliche Bestzeit (elftbeste Zeit) und kam in der Gesamtwertung auf Platz dreizehn

Die Disziplin wurde in fünf Läufen durchgeführt.
| Platz | Name          | Zeit (s) | Punkte |
| ----- | ------------- | -------- | ------ |
| 1     | Keizer        | 23,97 PB | 984    |
| 2     | Bogdanowa     | 24,24 PB | 958    |
| 3     | Wheeler       | 24,28    | 954    |
| 4     | Quintana      | 24,34    | 948    |
| 5     | Melnytschenko | 24,35 PB | 947    |
| 6     | Wardell       | 24,64    | 920    |
| 7     | Chudzik       | 25,36    | 857    |
| DOP   | Blonska       | 24,14    | 967    |

| Platz | Name       | Zeit (s) | Punkte |
| ----- | ---------- | -------- | ------ |
| 1     | Fountain   | 23,21 PB | 1058   |
| 2     | Sotherton  | 23,39 PB | 1040   |
| 3     | Tymińska   | 23,39 PB | 1040   |
| 4     | Zelinka    | 23,64 PB | 1016   |
| 5     | Kurban     | 24,34    | 948    |
| 6     | Singha Roy | 24,34    | 948    |
| 8     | Aiyappa    | 24,92    | 894    |
| DOP   | Tschernowa | 23,95    | 986    |

| Platz | Name      | Zeit (s) | Punkte |
| ----- | --------- | -------- | ------ |
| 1     | Tarasova  | 24,36 PB | 946    |
| 2     | Grabuste  | 24,71    | 914    |
| 3     | Žemaitytė | 25,06    | 881    |
| 4     | Kelo      | 25,90    | 806    |
| 5     | Maksimawa | 25,94    | 802    |
| 6     | Farkas    | 26,10 PB | 788    |

| 1 | Dobrynska      | 24,39 PB | 944 |
| 2 | Marcussen      | 25,02    | 885 |
| 3 | Collonvillé    | 25,06    | 881 |
| 4 | Schwarzkopf    | 25,25    | 864 |
| 5 | Skujytė        | 25,40    | 850 |
| 6 | Hollman        | 25,41    | 850 |
| 7 | Strataki       | 25,47    | 844 |
| 8 | Kand           | 25,49    | 842 |
| 9 | Kesselschläger | 25,50    | 841 |

| Platz | Name            | Zeit (s) | Punkte |
| ----- | --------------- | -------- | ------ |
| 1     | Liu             | 24,47 PB | 936    |
| 2     | da Silva        | 24,56    | 928    |
| 3     | Hoos            | 24,57    | 927    |
| 4     | Shobha          | 24,62    | 922    |
| 5     | Oeser           | 24,67    | 917    |
| 6     | Johnson         | 24,74    | 911    |
| 7     | Nana Djimou Ida | 24,90    | 896    |
| 8     | Züblin          | 24,99    | 888    |

| Platz | Name            | Punkte |
| ----- | --------------- | ------ |
| 01    | Fountain        | 4060   |
| 02    | Dobrynska       | 3996   |
| 03    | Sotherton       | 3938   |
| 04    | Bogdanowa       | 3922   |
| 05    | Keizer          | 3864   |
| 06    | Zelinka         | 3860   |
| 07    | Tymińska        | 3813   |
| 08    | Wheeler         | 3802   |
| 09    | Melnytschenko   | 3711   |
| 10    | Oeser           | 3704   |
| 11    | Skujytė         | 3702   |
| 12    | Schwarzkopf     | 3694   |
| 13    | Kurban          | 3683   |
| 14    | Collonvillé     | 3664   |
| 15    | Kesselschläger  | 3648   |
| 16    | Hoos            | 3629   |
| 17    | Liu             | 3626   |
| 18    | Chudzik         | 3623   |
| 19    | da Silva        | 3621   |
| 20    | Johnson         | 3592   |
| 21    | Grabuste        | 3572   |
| 22    | Wardell         | 3568   |
| 23    | Quintana        | 3523   |
| 24    | Nana Djimou Ida | 3498   |
| 25    | Žemaitytė       | 3496   |
| 26    | Tarasova        | 3488   |
| 27    | Shobha          | 3482   |
| 28    | Marcussen       | 3445   |
| 29    | Kelo            | 3435   |
| 30    | Aiyappa         | 3419   |
| 31    | Hollman         | 3400   |
| 32    | Singha Roy      | 3391   |
| 33    | Strataki        | 3387   |
| 34    | Maksimawa       | 3352   |
| 35    | Züblin          | 3324   |
| 36    | Kand            | 3271   |
| 37    | Farkas          | 3243   |
| DOP   | Blonska         | 3912   |
| DOP   | Tschernowa      | 3749   |

### Weitsprung
16. August 2008, 9:50 Uhr

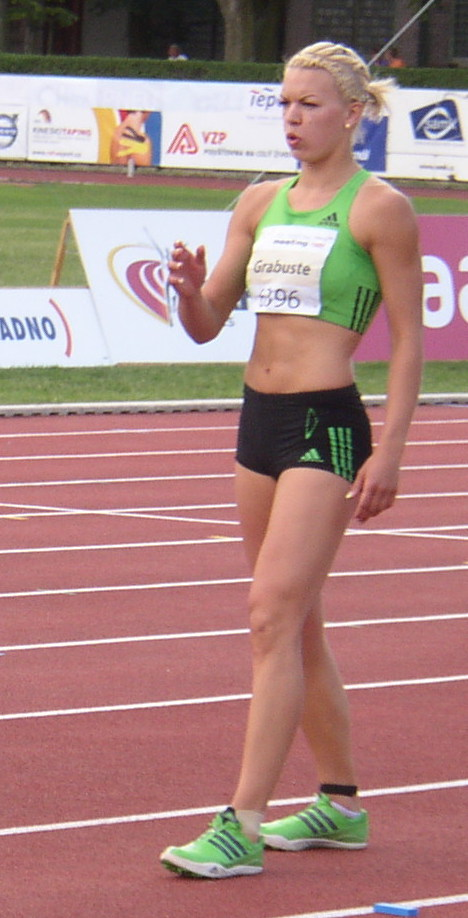
Aiga Grabuste – im Weitsprung sechstbeste Weite mit 6,36 m, Gesamtrang achtzehn

Der Wettkampf wurde in zwei Gruppen durchgeführt.
Anmerkung: Alle Weitenangaben in Metern (m)
| Platz | Name           | 1. Versuch | 2. Versuch | 3. Versuch | Punkte |
| ----- | -------------- | ---------- | ---------- | ---------- | ------ |
| 01    | Grabuste       | x          | 6,16       | 6,36       | 962    |
| 02    | Keizer         | 6,15 PB    | 5,90       | 6,13       | 896    |
| 03    | Hollman        | x          | x          | 6,13       | 890    |
| 04    | Zelinka        | 6,12       | 6,03       | x          | 887    |
| 05    | Farkas         | 5,57       | 5,59       | 6,09 PB    | 877    |
| 06    | Liu            | x          | 5,96       | 6,08       | 874    |
| 07    | Marcussen      | x          | 6,06       | x          | 868    |
| 08    | Kesselschläger | 6,04       | 5,96       | 5,98       | 862    |
| 09    | Quintana       | 5,94       | 6,02       | 5,80       | 856    |
| 10    | Singha Roy     | 5,89       | 5,98       | 5,69       | 843    |
| 11    | Strataki       | x          | x          | 5,97       | 840    |
| 12    | Tarasova       | 5,88       | 5,92       | 5,73       | 825    |
| 13    | Wardell        | 5,77       | x          | 5,84       | 801    |
| 14    | Kelo           | x          | 5,76       | 5,67       | 777    |
| 15    | Kand           | 5,65       | 5,75       | x          | 774    |
| 16    | Hoos           | x          | 5,66       | 5,74       | 771    |
| 17    | Züblin         | 4,95       | x          | 5,74       | 771    |
| ogV   | Maksimawa      | x          | x          | x          | 0      |
| ogV   | Skujytė        | x          | x          | x          | 0      |
| ogV   | Žemaitytė      | x          | x          | x          | 0      |

| Platz | Name            | 1. Versuch           | 2. Versuch           | 3. Versuch           | Punkte |
| ----- | --------------- | -------------------- | -------------------- | -------------------- | ------ |
| 01    | Dobrynska       | 6,47                 | 6,63 PB              | x                    | 1049   |
| 02    | Tymińska        | 6,12                 | 6,13                 | 6,53                 | 1017   |
| 03    | Bogdanowa       | 6,18                 | 6,45                 | 6,45                 | 991    |
| 04    | Melnytschenko   | x                    | x                    | 6,40 PB              | 975    |
| 05    | Fountain        | x                    | x                    | 6,38                 | 969    |
| 06    | Sotherton       | 6,21                 | 6,33                 | 6,29                 | 953    |
| 07    | Collonvillé     | 6,21 PB              | x                    | x                    | 915    |
| 08    | da Silva        | x                    | 6,06                 | 6,18                 | 905    |
| 09    | Oeser           | 6,16                 | 6,10                 | 6,02                 | 899    |
| 10    | Nana Djimou Ida | 6,04                 | 5,86                 | 6,16                 | 899    |
| 11    | Aiyappa         | 6,02                 | x                    | 6,11                 | 883    |
| 12    | Wheeler         | 6,11                 | 6,02                 | x                    | 883    |
| 13    | Kurban          | 5,85                 | 6,08                 | x                    | 874    |
| 16    | Chudzik         | x                    | 5,97                 | 5,58                 | 840    |
| 15    | Schwarzkopf     | x                    | 5,91                 | 5,96                 | 837    |
| 16    | Johnson         | 5,88                 | –                    | –                    | 813    |
| 17    | Shobha          | 5,74                 | 5,80                 | 5,86                 | 807    |
| DOP   | Blonska         | 6,48 Serie unbekannt | 6,48 Serie unbekannt | 6,48 Serie unbekannt | 1001   |
| DOP   | Tschernowa      | x                    | 6,47                 | x                    | 997    |

| Platz | Name            | Punkte |
| ----- | --------------- | ------ |
| 01    | Dobrynska       | 5045   |
| 02    | Fountain        | 5029   |
| 03    | Bogdanowa       | 4913   |
| 04    | Sotherton       | 4891   |
| 05    | Tymińska        | 4830   |
| 06    | Keizer          | 4760   |
| 07    | Zelinka         | 4753   |
| 08    | Melnytschenko   | 4686   |
| 09    | Wheeler         | 4685   |
| 10    | Oeser           | 4603   |
| 11    | Collonvillé     | 4579   |
| 12    | Kurban          | 4557   |
| 13    | Grabuste        | 4537   |
| 14    | Schwarzkopf     | 4531   |
| 15    | da Silva        | 4526   |
| 16    | Kesselschläger  | 4510   |
| 17    | Liu             | 4500   |
| 18    | Chudzik         | 4460   |
| 19    | Johnson         | 4405   |
| 20    | Hoos            | 4400   |
| 21    | Nana Djimou Ida | 4397   |
| 22    | Quintana        | 4379   |
| 23    | Wardell         | 4369   |
| 24    | Marcussen       | 4313   |
| 25    | Tarasova        | 4313   |
| 26    | Aiyappa         | 4302   |
| 27    | Hollman         | 4290   |
| 28    | Shobha          | 4289   |
| 29    | Singha Roy      | 4234   |
| 30    | Strataki        | 4227   |
| 31    | Kelo            | 4212   |
| 32    | Farkas          | 4121   |
| 33    | Züblin          | 4095   |
| 34    | Kand            | 4045   |
| 35    | Skujytė         | 3702   |
| 36    | Žemaitytė       | 3496   |
| 37    | Maksimawa       | 3352   |
| DOP   | Blonska         | 4913   |
| DOP   | Tschernowa      | 4746   |

### Speerwurf

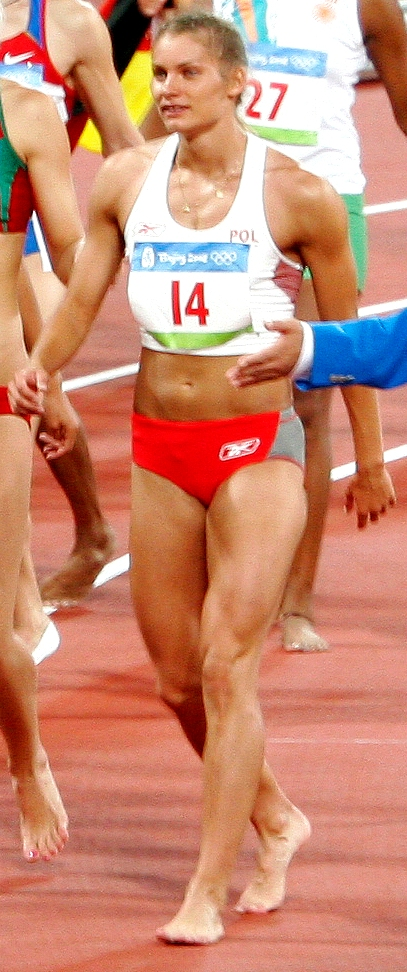
Kamila Chudzik erzielte im Speerwurf die größte Weite 52,05 m und belegte in der Gesamtwertung den vierzehnten Rang

Der Wettkampf wurde in zwei Gruppen durchgeführt.
Die beiden Litauerinnen Viktorija Žemaitytė und Austra Skujytė sowie die US-Amerikanerin Jackie Johnson traten zu dieser sechsten Disziplin nicht an.
Anmerkung: Alle Weiten sind in Metern angegeben.
| Platz | Name           | 1. Versuch | 2. Versuch | 3. Versuch | Punkte |
| ----- | -------------- | ---------- | ---------- | ---------- | ------ |
| 01    | Kesselschläger | 44,28      | 42,68      | 41,99      | 750    |
| 02    | Zelinka        | 43,91 PB   | 43,85      | 43,60      | 742    |
| 03    | Wheeler        | 43,81 PB   | 42,93      | 42,69      | 741    |
| 04    | Tarasova       | 40,54      | 43,31 PB   | 39,98      | 731    |
| 05    | Keizer         | x          | 41,43      | 42,76      | 720    |
| 06    | Kand           | 42,51 PB   | 41,57      | 41,36      | 716    |
| 07    | Liu            | 38,30      | 41,31      | 41,79      | 702    |
| 08    | Aiyappa        | 37,38      | 37,62      | 41,27      | 692    |
| 09    | da Silva       | 40,34      | 38,08      | 35,64      | 674    |
| 10    | Singha Roy     | 38,60      | 39,79      | 38,98      | 663    |
| 11    | Maksimawa      | 39,14      | 38,58      | 39,14      | 651    |
| 12    | Hollman        | 37,18      | 39,08      | x          | 650    |
| 13    | Grabuste       | 34,63      | 38,53      | 39,02      | 649    |
| 14    | Quintana       | 38,14 PB   | 37,58      | 35,15      | 632    |
| 15    | Sotherton      | x          | 37,66      | 34,33      | 622    |
| 16    | Tymińska       | x          | 35,97      | 34,02      | 590    |
| 17    | Melnytschenko  | x          | 3±0,09     | 35,89      | 589    |
| 18    | Bogdanowa      | x          | 34,77      | 35,41      | 579    |

| Platz | Name            | 1. Versuch            | 2. Versuch            | 3. Versuch            | Punkte |
| ----- | --------------- | --------------------- | --------------------- | --------------------- | ------ |
| 01    | Chudzik         | 50,11                 | 49,31                 | 52,05                 | 900    |
| 02    | Schwarzkopf     | 51,69                 | 51,88                 | 51,52                 | 897    |
| 03    | Kelo            | 46,10                 | 51,48                 | 50,36                 | 889    |
| 04    | Nana Djimou Ida | 48,65                 | 49,32                 | 41,64                 | 847    |
| 05    | Dobrynska       | 48,19                 | x                     | 48,60 PB              | 833    |
| 06    | Hoos            | 42,76                 | 48,54                 | 47,00                 | 832    |
| 07    | Oeser           | 47,22                 | 42,46                 | 47,53                 | 812    |
| 08    | Marcussen       | 46,60                 | 47,37                 | x                     | 809    |
| 09    | Züblin          | 46,56                 | 47,19                 | 46,69                 | 806    |
| 10    | Collonvillé     | x                     | 43,01                 | 46,14                 | 785    |
| 11    | Strataki        | 45,20                 | 43,09                 | x                     | 764    |
| 12    | Shobha          | 43,50                 | 41,48                 | 42,13                 | 735    |
| 13    | Farkas          | 42,49                 | 41,87                 | 43,45                 | 734    |
| 14    | Kurban          | 42,85                 | 41,13                 | 34,24                 | 722    |
| 15    | Wardell         | 40,13                 | 42,14                 | 41,92                 | 708    |
| 16    | Fountain        | 33,27                 | 34,70                 | 41,93                 | 704    |
| DOP   | Tschernowa      | 47,12                 | x                     | 48,37                 | 829    |
| DOP   | Blonska         | 47,60 Serie unbekannt | 47,60 Serie unbekannt | 47,60 Serie unbekannt | 814    |

| Platz | Name            | Punkte |
| ----- | --------------- | ------ |
| 01    | Dobrynska       | 5878   |
| 02    | Fountain        | 5733   |
| 03    | Sotherton       | 5513   |
| 04    | Zelinka         | 5495   |
| 05    | Bogdanowa       | 5492   |
| 06    | Keizer          | 5480   |
| 07    | Schwarzkopf     | 5428   |
| 08    | Wheeler         | 5426   |
| 09    | Tymińska        | 5420   |
| 10    | Oeser           | 5415   |
| 11    | Collonvillé     | 5364   |
| 12    | Chudzik         | 5360   |
| 13    | Kurban          | 5279   |
| 14    | Melnytschenko   | 5275   |
| 15    | Kesselschläger  | 5260   |
| 16    | Nana Djimou Ida | 5244   |
| 17    | Hoos            | 5232   |
| 18    | Liu             | 5202   |
| 19    | da Silva        | 5200   |
| 20    | Grabuste        | 5181   |
| 21    | Marcussen       | 5122   |
| 22    | Kelo            | 5101   |
| 23    | Wardell         | 5077   |
| 24    | Tarasova        | 5044   |
| 25    | Shobha          | 5024   |
| 26    | Quintana        | 5011   |
| 27    | Aiyappa         | 4994   |
| 27    | Strataki        | 4994   |
| 29    | Hollman         | 4940   |
| 30    | Züblin          | 4901   |
| 31    | Singha Roy      | 4897   |
| 32    | Farkas          | 4854   |
| 33    | Kand            | 4761   |
| 34    | Maksimawa       | 4003   |
| DOP   | Blonska         | 5727   |
| DOP   | Tschernowa      | 5575   |

### 800-Meter-Lauf

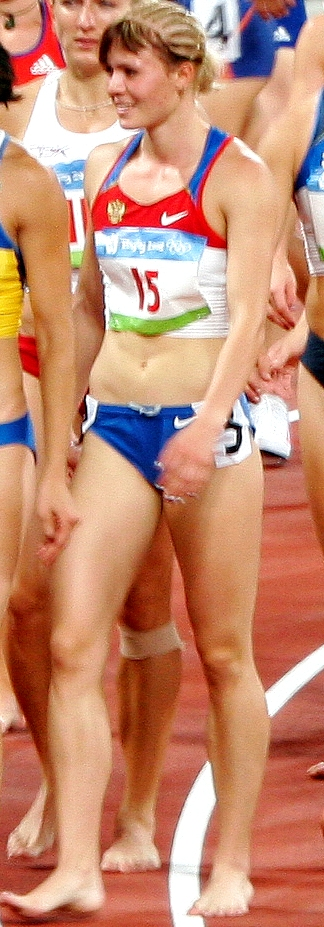
Olga Kurban erzielte mit 2:13,59 min die zehntschnellste 800-Meter-Zeit und wurde Gesamtzwölfte

Die Disziplin wurde in fünf Läufen durchgeführt.
Lauf 1
16. August 2008, 21:35 Uhr
| Platz | Name       | Zeit (min) | Punkte |
| ----- | ---------- | ---------- | ------ |
| 1     | Kand       | 2:13,36    | 916    |
| 2     | Farkas     | 2:14,05    | 906    |
| 3     | Strataki   | 2:14,57    | 899    |
| 4     | Züblin     | 2:18,68    | 842    |
| 5     | Singha Roy | 2:21,14    | 808    |
| 6     | Maksimawa  | 2:21,55    | 803    |
| 7     | Hollman    | 2:22,54    | 789    |

Lauf 2
16. August 2008, 21:44 Uhr
| Platz | Name      | Zeit (min) | Punkte |
| ----- | --------- | ---------- | ------ |
| 1     | Wardell   | 2:13,65    | 912    |
| 2     | Marcussen | 2:14,96    | 893    |
| 3     | Quintana  | 2:20,31    | 819    |
| 4     | Kelo      | 2:20,97    | 810    |
| 5     | Aiyappa   | 2:23,46    | 777    |
| 6     | Tarasova  | 2:26,19    | 741    |
| 7     | Shobha    | 2:27,50    | 725    |

Lauf 3
16. August 2008, 21:53 Uhr
| Platz | Name            | Zeit (min) | Punkte |
| ----- | --------------- | ---------- | ------ |
| 1     | Melnytschenko   | 2:15,23    | 890    |
| 2     | Kesselschläger  | 2:15,94    | 880    |
| 3     | da Silva        | 2:16,20    | 876    |
| 4     | Grabuste        | 2:16,87    | 867    |
| 5     | Liu             | 2:18,84    | 839    |
| 6     | Nana Djimou Ida | 2:20,96    | 811    |

Lauf 4
16. August 2008, 22:02 Uhr
| Platz | Name        | Zeit (min) | Punkte |
| ----- | ----------- | ---------- | ------ |
| 1     | Tymińska    | 2:07,08    | 1008   |
| 2     | Schwarzkopf | 2:10,91    | 951    |
| 3     | Oeser       | 2:11,33    | 945    |
| 4     | Wheeler     | 2:11,49    | 943    |
| 5     | Collonvillé | 2:11,81    | 938    |
| 6     | Kurban      | 2:13,59    | 913    |
| 7     | Chudzik     | 2:21,97    | 797    |

Lauf 5
16. August 2008, 22:11 Uhr
| Platz | Name       | Zeit (min) | Punkte |
| ----- | ---------- | ---------- | ------ |
| 1     | Sotherton  | 2:07,34    | 1004   |
| 2     | Zelinka    | 2:07,95    | 995    |
| 3     | Bogdanowa  | 2:09,45    | 973    |
| 4     | Keizer     | 2:15,21    | 890    |
| 5     | Fountain   | 2:15,45    | 886    |
| 6     | Dobrynska  | 2:17,72    | 855    |
| DOP   | Tschernowa | 2:06,50    | 1016   |
| DOP   | Blonska    | 2:09,04    | 979    |

## Endergebnis

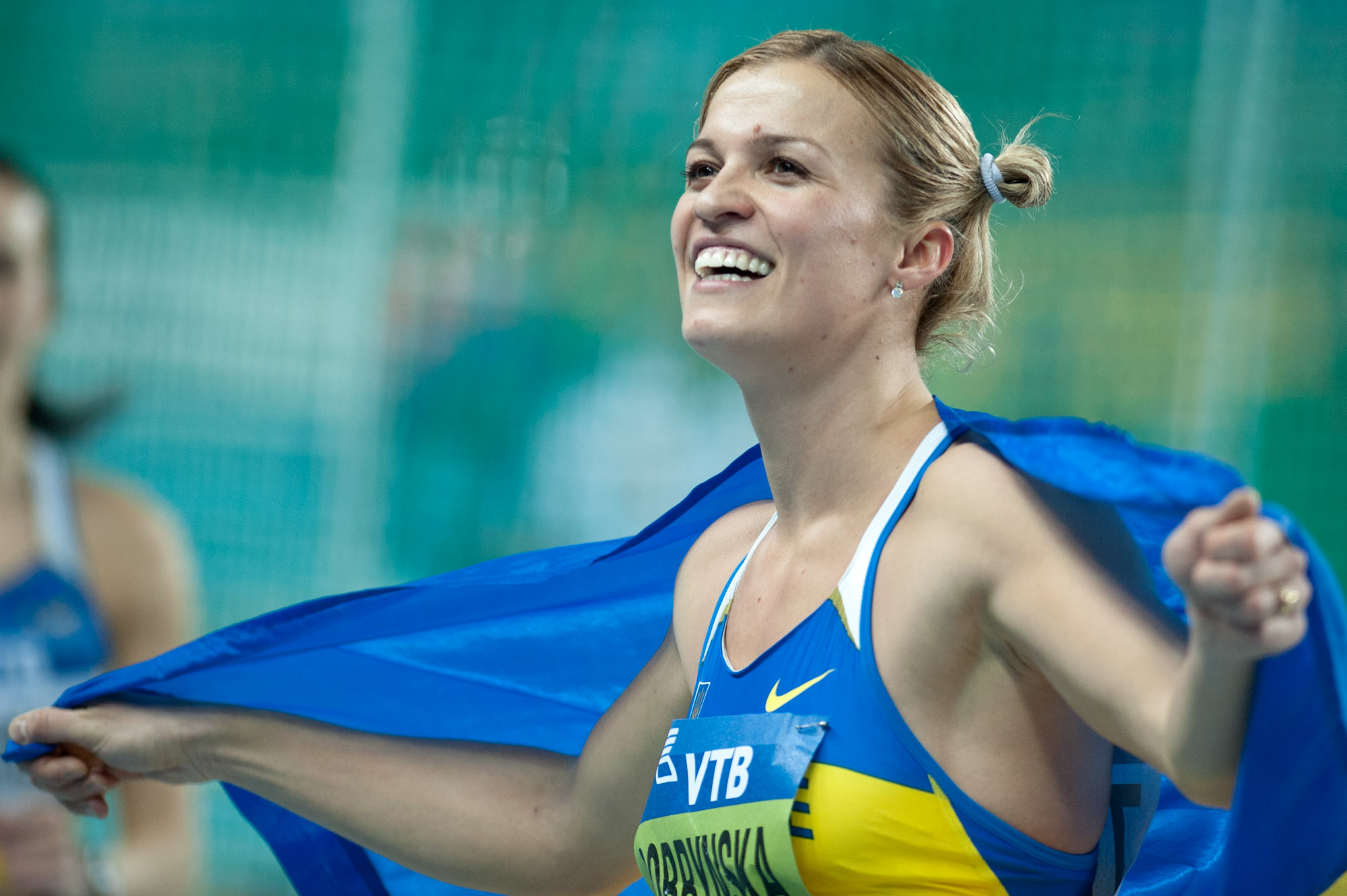
Der Olympiasieg ging an Natalija Dobrynska

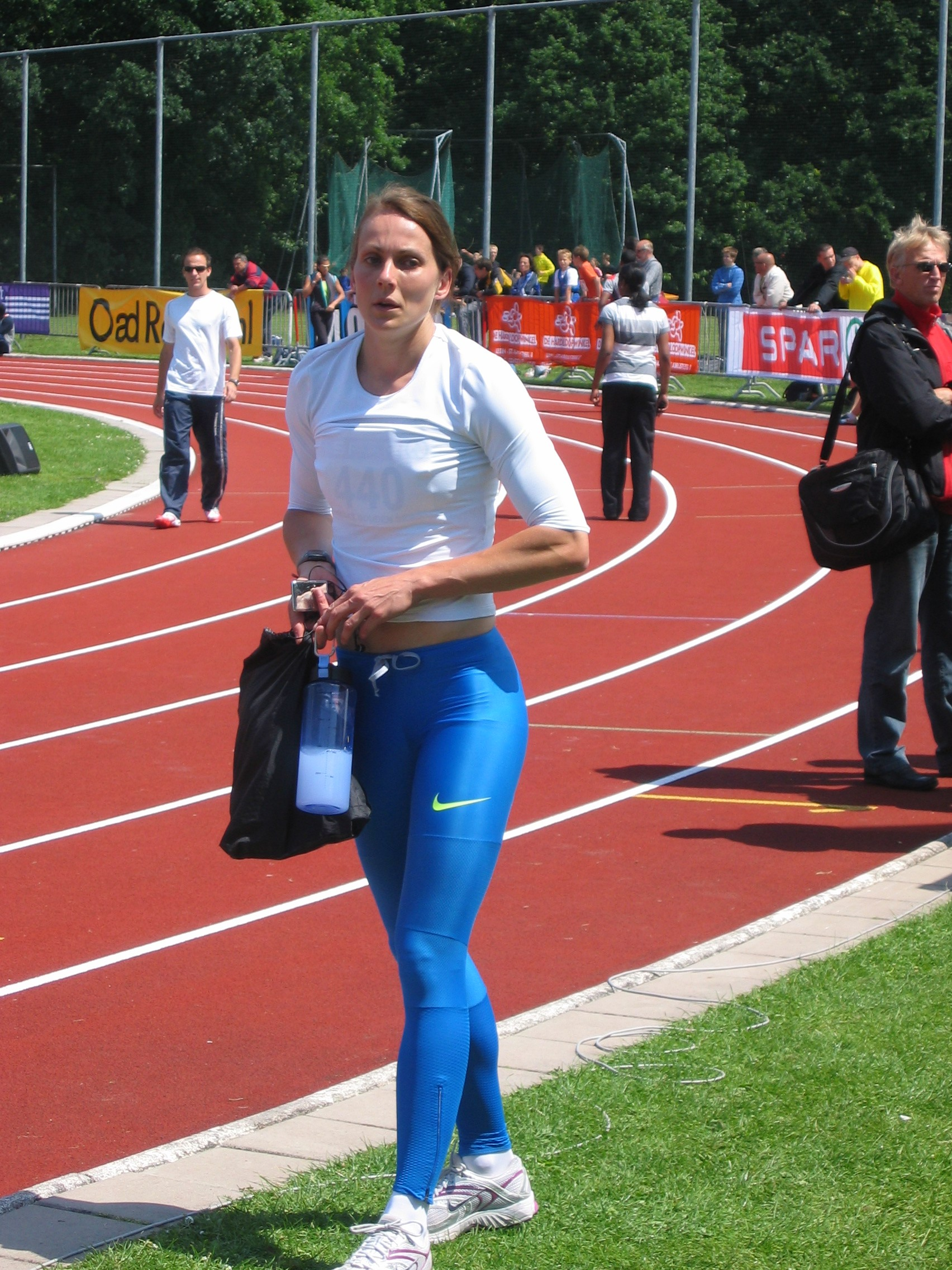
Bronzemedaillengewinnerin Kelly Sotherton

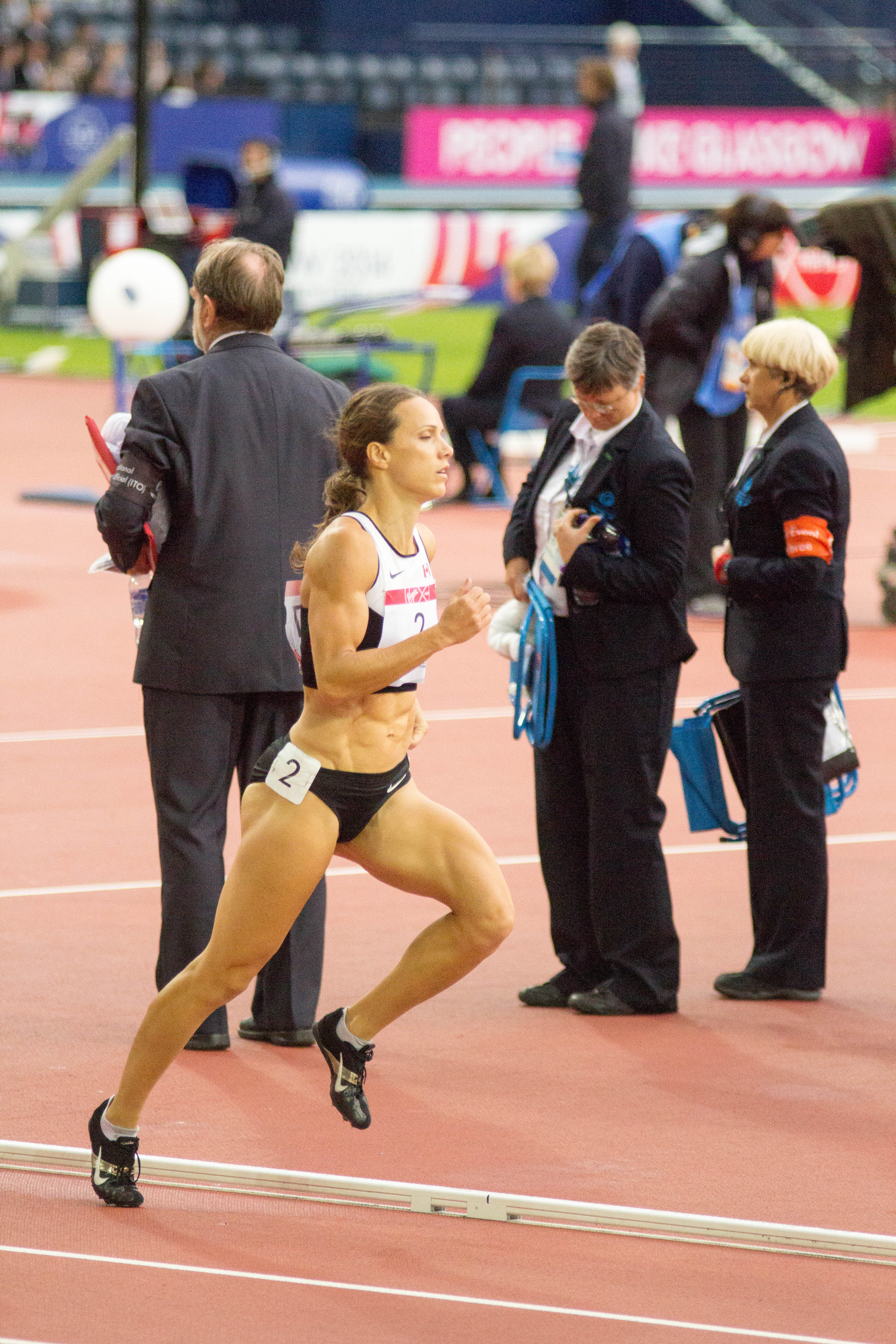
Die viertplatzierte Jessica Zelinka

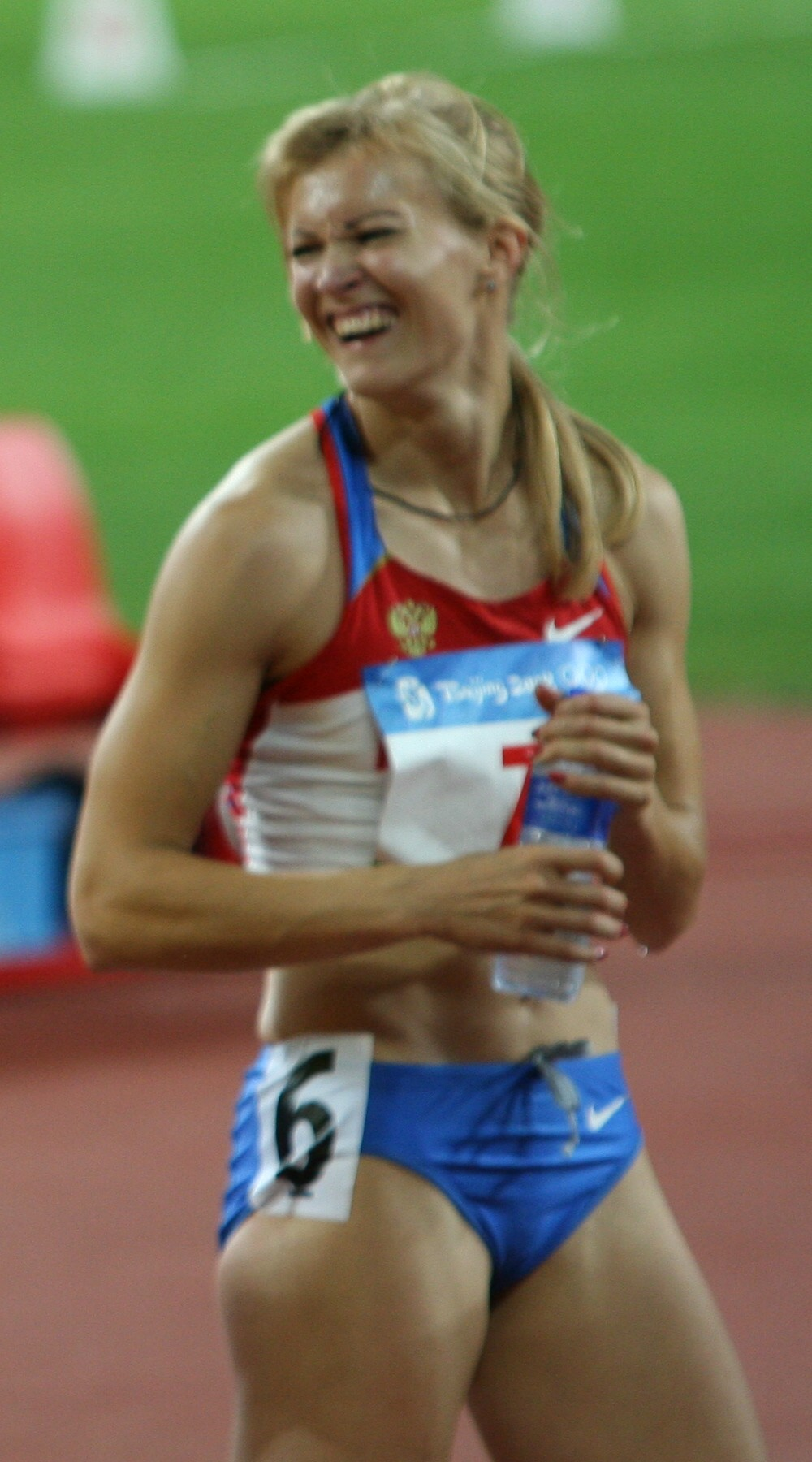
Anna Bogdanowa – Platz fünf

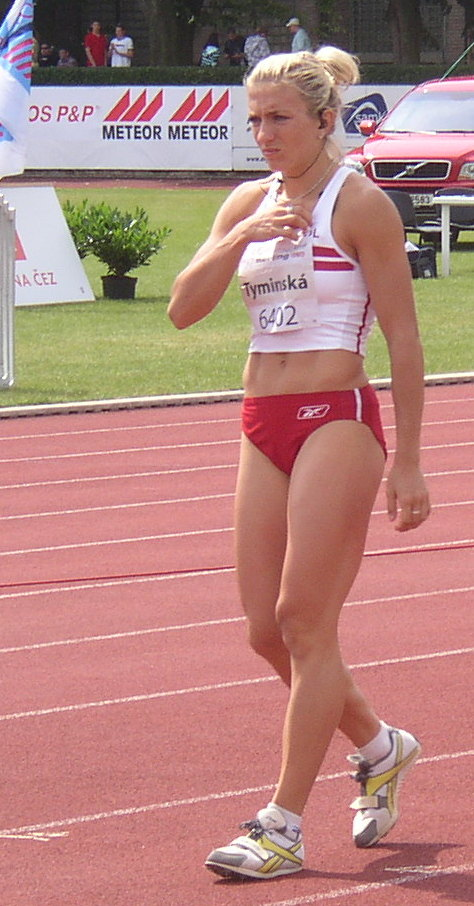
Die Olympiasechste Karolina Tymińska

Datum: 15./15. August 2008
| Platz | Name                       | Nation              | Punkte | Anmerkung                                             |
| ----- | -------------------------- | ------------------- | ------ | ----------------------------------------------------- |
| 1     | Natalija Dobrynska         | Ukraine             | 6733   | PB                                                    |
| 2     | Hyleas Fountain            | USA                 | 6619   |                                                       |
| 3     | Kelly Sotherton            | Großbritannien      | 6517   |                                                       |
| 4     | Jessica Zelinka            | Kanada              | 6490   | NR                                                    |
| 5     | Anna Bogdanowa             | Russland            | 6465   | PB                                                    |
| 6     | Karolina Tymińska          | Polen               | 6428   | PB                                                    |
| 7     | Lilli Schwarzkopf          | Deutschland         | 6379   |                                                       |
| 8     | Jolanda Keizer             | Niederlande         | 6370   | PB                                                    |
| 9     | Kylie Wheeler              | Australien          | 6369   | PB                                                    |
| 10    | Jennifer Oeser             | Deutschland         | 6360   |                                                       |
| 11    | Marie Collonvillé          | Frankreich          | 6302   |                                                       |
| 12    | Olga Kurban                | Russland            | 6192   |                                                       |
| 13    | Hanna Melnytschenko        | Ukraine             | 6165   |                                                       |
| 14    | Kamila Chudzik             | Polen               | 6157   |                                                       |
| 15    | Sonja Kesselschläger       | Deutschland         | 6140   |                                                       |
| 16    | Lucimara da Silva          | Brasilien           | 6076   | SR                                                    |
| 17    | Antoinette Nana Djimou Ida | Frankreich          | 6055   |                                                       |
| 18    | Aiga Grabuste              | Lettland            | 6050   | PB                                                    |
| 19    | Liu Haili                  | Volksrepublik China | 6041   | PB                                                    |
| 20    | Ida Marcussen              | Norwegen            | 6015   |                                                       |
| 21    | Rebecca Wardell            | Neuseeland          | 5989   |                                                       |
| 22    | Niina Kelo                 | Finnland            | 5911   |                                                       |
| 23    | Argyro Strataki            | Griechenland        | 5893   |                                                       |
| 24    | Gretchen Quintana          | Kuba                | 5830   |                                                       |
| 25    | Yuliya Tarasova            | Usbekistan          | 5785   |                                                       |
| 26    | Pramila Aiyappa            | Indien              | 5771   |                                                       |
| 27    | Györgyi Farkas             | Ungarn              | 5760   |                                                       |
| 28    | Javur Jagadeeshappa Shobha | Indien              | 5749   |                                                       |
| 29    | Linda Züblin               | Schweiz             | 5743   |                                                       |
| 30    | Julie Hollman              | Großbritannien      | 5729   |                                                       |
| 31    | Sushmitha Singha Roy       | Indien              | 5705   |                                                       |
| 32    | Kaie Kand                  | Estland             | 5677   |                                                       |
| 33    | Jana Maksimawa             | Belarus             | 4806   |                                                       |
| DNF   | Laurien Hoos               | Niederlande         | 5232   |                                                       |
| DNF   | Jackie Johnson             | USA                 | 4391   |                                                       |
| DNF   | Austra Skujytė             | Litauen             | 3702   |                                                       |
| DNF   | Viktorija Žemaitytė        | Litauen             | 3496   |                                                       |
| DNF   | Wassana Winatho            | Thailand            | 1818   |                                                       |
| DNF   | Denisa Ščerbová            | Tschechien          | 1790   |                                                       |
| DNF   | Diana Pickler              | USA                 | 0939   |                                                       |
| DNF   | Irina Naumenko             | Kasachstan          | 0000   |                                                       |
| DOP   | Ljudmyla Blonska           | Ukraine             | 6700   | zeitnah im Anschluss an den Wettkampf disqualifiziert |
| DOP   | Tatjana Tschernowa         | Russland            | 6700   | disqualifiziert am 24. Juli 2017                      |

## Ausgangslage
Eigentliche Topfavoritin war die schwedische Europarekordlerin Carolina Klüft, die den Siebenkampf über viele Jahre beherrscht hatte. Sie war Europameisterin 2002 und 2006, Weltmeisterin 2003, 2005 und 2007 sowie Olympiasiegerin 2004. Doch sie wollte etwas Neues, konzentrierte sich auf den Weit- und Dreisprung, während sie das Feld im Siebenkampf anderen Athletinnen überließ.
Eine weitere Favoritin, die Ukrainerin Ljudmyla Blonska wurde gleich im Anschluss des Wettbewerbs des Dopings überführt Ebenfalls wegen Dopingbetrugs disqualifiziert wurde die mitfavorisierte Russin Tatjana Tschernowa, was allerdings erst im Jahr 2017 geschah. In den Fokus rückten außerdem die britische WM-Dritte Kelly Sotherton, auch Olympiadritte von 2004 und WM-Fünfte von 2005, die US-Amerikanerin Hyleas Fountain sowie die Olympiazweite von 2004 Austra Skujytė aus Litauen, auch WM-Vierte von 2005 und WM-Sechste von 2007, die allerdings im Olympiajahr 2008 nicht die Form vergangener Jahre hatte. Im weiteren Kreis von aussichtsreichen Kandidatinnen auf vordere Platzierungen waren unter anderem die beiden Deutschen Lilli Schwarzkopf und Jennifer Oser zu nennen. Schwarzkopf war EM-Dritte von 2006 und WM-Fünfte von 2007, Oeser hatte bei den Europameisterschaften 2006 Rang vier und bei den Weltmeisterschaften 2007 Rang sieben belegt. In diesen weiteren Kreis gehörte auch die Ukrainerin Natalja Dobrynska als Olympiaachte von 2004, EM-Sechste von 2006 und WM-Achte von 2007.

## Zusammenfassung
Über 100 Meter Hürden, der ersten Disziplin, spielte Fountain mit 12,78 s ihre Leistungsstärke aus. Auch die Kanadierin Jessica Zelinka blieb mit 12,97 s noch unter dreizehn Sekunden. Dahinter präsentierten sich vor allem die Russin Anna Bogdanowa – 13,09 s und Sotherton – 13,09 s in sehr guter Form. Dobrynska blieb mit 13,44 s im Rahmen ihrer Möglichkeiten, während Oeser und Schwarzkopf hier schon zurücklagen.
Auch im Hochsprung erzielte Fountain gemeinsam mit der Australierin Kylie Wheeler das beste Resultat. Beide Athletinnen übersprangen 1,89 m. Bogdanowa lag mit 1,86 m nicht weit zurück, eine Höhe, die auch die Französin Marie Collonvillé und die gedopte Blonska meisterten. Sotherton überquerte wie die Niederländerin Jolanda Keizer, die Brasilianerin Lucimara da Silva und die gedopte Tschernowa 1,83 m. Dobrynska, Schwarzkopf und Oeser verbuchten hier jeweils 1,80 m. Fountain hatte ihre Stärken voll ausgespielt und führte mit 2251 Punkten. Sie lag damit 86 Punkte vor Bogdanowa, 119 Punkte vor Blonska, 134 Punkte vor Wheeler und 138 Punkte vor Sotherton. Dahinter folgten Collonvillé, Zelinka, da Silva, Tschernowa und Dobrynska.
Im Kugelstoßen lagen Dobrynska mit 17,29 m und Skujytė mit 17,02 m weit vor ihren Konkurrentinnen. Keizer übertraf mit 15,15 m als Einzige noch die 15-Meter-Marke, dahinter folgten viele Athletinnen, die dicht beisammen lagen, unter ihnen Schwarzkopf mit 14,61 m. Bogdanowa stieß 14,08 m, Sotherton kam auf 13,87 m, während Fountain mit 13,36 m schwächelte und ihre Führung an Dobrynska verlor. 3052 Punkten waren jetzt auf dem Konto der Ukrainerin, Fountain war mit 3002 Punkten Zweite 38 Punkte vor Bogdanowa. Es folgte Blonska. Sotherton hatte auf Rang fünf 154 Punkte Rückstand auf Dobrynska. Dahinter lagen mit knappen Abständen Keizer, Skujytė, Zelinka, Wheeler und die drei Deutschen Schwarzkopf, Sonja Kesselschläger und Oeser.
Im 200-Meter-Lauf, der abschließenden Disziplin des ersten Tages, eroberte Fountain ihre Führung zurück. Mit 23,21 s lief sie die schnellste Zeit vor Sotherton und der Polin Karolina Tymińska – beide jeweils 23,39 s. Auch Zelinka, Keizer, Tschernowa und Wheeler unterboten die 24-Sekunden-Marke. Mit 24,39 s zeigte auch Dobrynska eine für sie persönlich gute Leistung. Nach vier Disziplinen führte Fountain mit ausgezeichneten 4090 Punkten und hatte damit einen Vorsprung von 64 Punkten auf Dobrynska herausgearbeitet. Sotherton war Dritte mit 58 Punkten Rückstand auf Dobrynska. Weitere sechzehn Punkte zurücklag Bogdanowa auf Rang vier vor Blonska. Keizer war 196 Punkte hinter Fountain Fünfte. Auf den nächsten Plätzen folgten Zelinka, Tymińska und Wheeler.
Am zweiten Tag trumpfte Dobrynska wieder auf. Im Weitsprung erzielte sie mit 6,63 m die größte Weite zehn Zentimeter vor Tymińska. Blonska (6,48 m), Tschernowa (6,47 m) Bogdanowa (6,45 m), Fountain (6,38 m) und Sotherton (6,33 m) lagen allerdings nicht allzu weit zurück. Aber für Dobrynska reichte es, um sich mit 5045 Punkten und sechzehn Punkten vor Fountain wieder an die Spitze zu setzen. Bogdanowa lag bei einem Rückstand von 132 Punkten auf Dobrynska nun gleichauf mit Blonska. Sotherton fiel auf den fünften Platz zurück. Sechse war Tymińska vor Keizer und Zelinka.
Der Speerwurf als vorletzte Disziplin brachte noch einmal einige Verschiebungen im Klassement mit sich. Drei Athletinnen – die Polin Kamila Chudzik mit 52,05 m, Schwarzkopf mit 51,88 m und die Finnin Niina Kelo mit 51,48 m – übertrafen die 50-Meter-Marke. Dobrynska gelang mit 48,60 m die fünftbeste Weite. Die gedopten Tschernowa (48,37 m) und Blonska (47,60 m) lagen hier mit im vorderen Feld, während alle anderen vorne platzierten Siebenkämpferinnen deutlich schwächere Leistungen aufzuweisen hatten. Vor allem Bogdanowa und Sotherton verloren mit Weiten von knapp über 35 Meter sehr viel Boden. In der Zwischenwertung hatte Dobrynska jetzt bereits 155 Punkte Vorsprung auf Fountain und 161 Punkte auf Blonska. Es folgten Tschernowa (303 P), Sotherton (365 P), Zelinka (383 P) zurück, Bogdanowa (386 P), Keizer (398 P) und Schwarzkopf (450 P) zurück. Dahinter lagen Wheeler, Tymińska und Oeser.
Damit gab es im Hinblick auf den abschließenden 800-Meter-Lauf eine deutliche Weichenstellung für diesen Siebenkampf, Gold war ziemlich sicher für Dobrynska vergeben. Da hätten wohl nur ein Sturz, eine Verletzung oder Ähnliches eine Veränderung herbeiführen können. Aber der Kampf um die Silbermedaille noch komplett offen, Fountain und Blonska trennten nur sechs Punkte. Tschernowa als Vierte und Keizer als Achte trennten lediglich 95 Punkte, dazwischen lagen noch Sotherton, Zelinka und Bogdanowa.
So wurde Natalija Dobrynska schließlich trotz einer nicht berauschenden 800-Meter-Zeit von 2:17,72 min Olympiasiegerin. Dabei stellte sie mit 6733 Punkten eine neue persönliche Bestleistung auf. Die gedopte Ljudmyla Blonska erzielte eine Zeit unter 2:10 min und lag damit auf Rang zwei. Allerdings wurde ihr Resultat wie oben im Abschnitt „Doping“ beschrieben nur wenige Tage später annulliert. Hyleas Fountain war mit 2:14,45 min nur gut zwei Sekunden schneller als Dobrynska, aber das reichte im offiziellen Abschlussresultat deutlich zum Gewinn der Silbermedaille mit einem Rückstand von 114 Punkten auf die Ukrainerin. Bronze gab es dann zunächst für Tatjana Tschernowa. Erst im Jahr 2017 rückte Kelly Sotherton am Ende mit der zweitbesten 800-Meter-Zeit von 2:07,34 min auf den Bronzerang vor. Sie lag damit 26 Hundertstelsekunden vor Jessica Zelinka, die im Endklassement Rang vier belegte. Anna Bogdanowa kam als Vierte ins Ziel und wurde damit Olympiafünfte. Schnellste 800-Meter-Läuferin war Karolina Tymińska in 2:07,08 min, womit sie in der Gesamtwertung Rang sechs belegte. Lilli Schwarzkopf verbesserte sich mit ihren 2:10,91 min und mit dem hervorragenden Speerwurf noch auf den siebten Gesamtrang vor Jolanda Keizer.
Natalija Dobrynska errang den ersten Olympiasieg und auch die erste Medaille überhaupt für die Ukraine im olympischen Mehrkampf.

Kelly Sotherton gewann die zweite Bronzemedaille im Siebenkampf nach 2004.

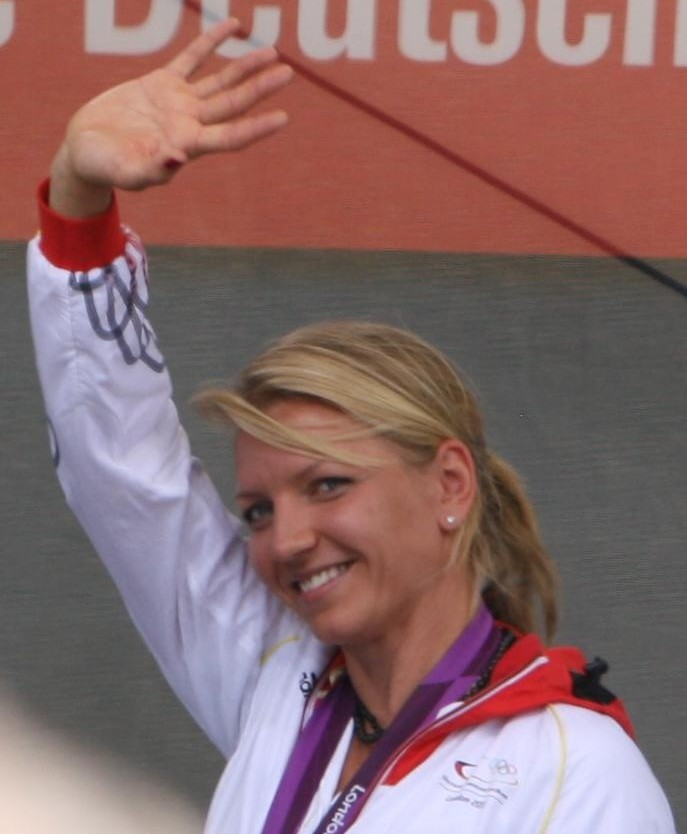
Lilli Schwarzkopf kam auf den siebten Platz
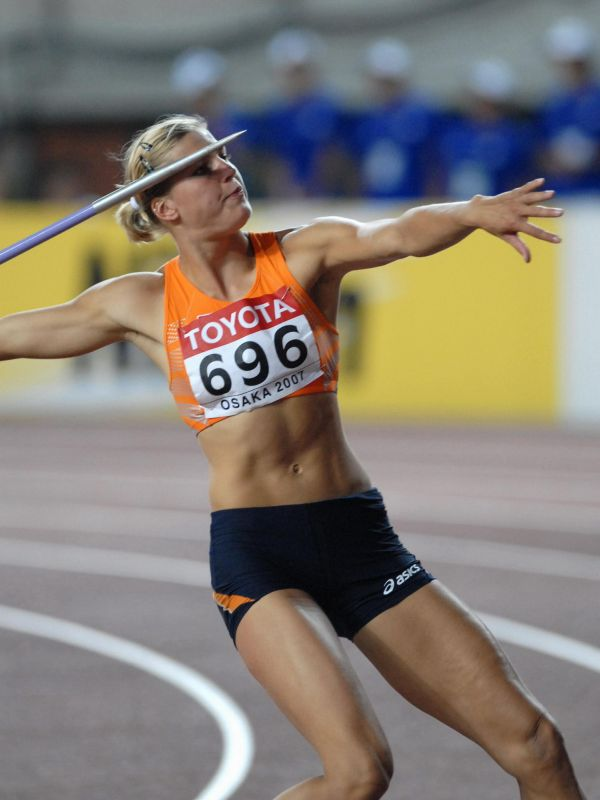
Joland Keizer (hier beim Speerwurf) – belegte Rang acht
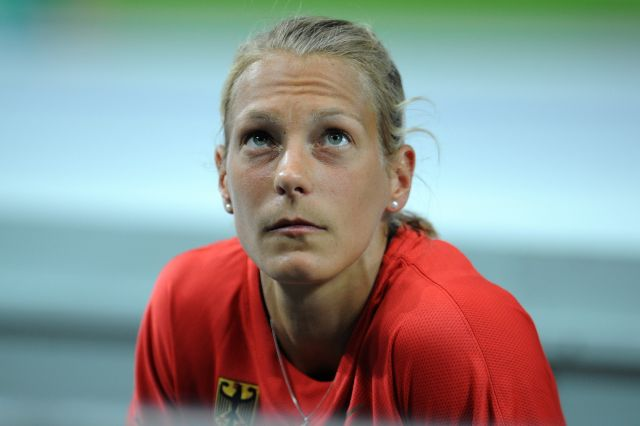
Platz zehn für Jennifer Oeser
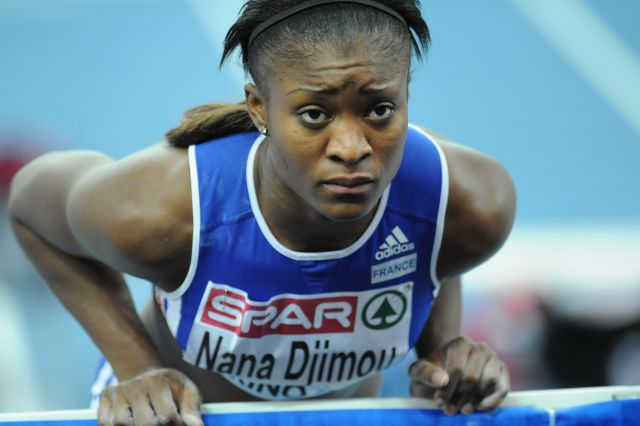
Antoinette Nana Djimou Ida – Platz siebzehn
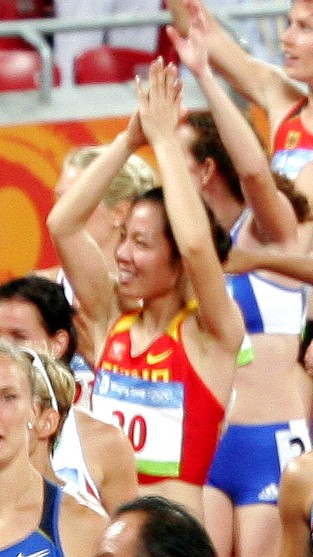
Liu Haili – Platz neunzehn
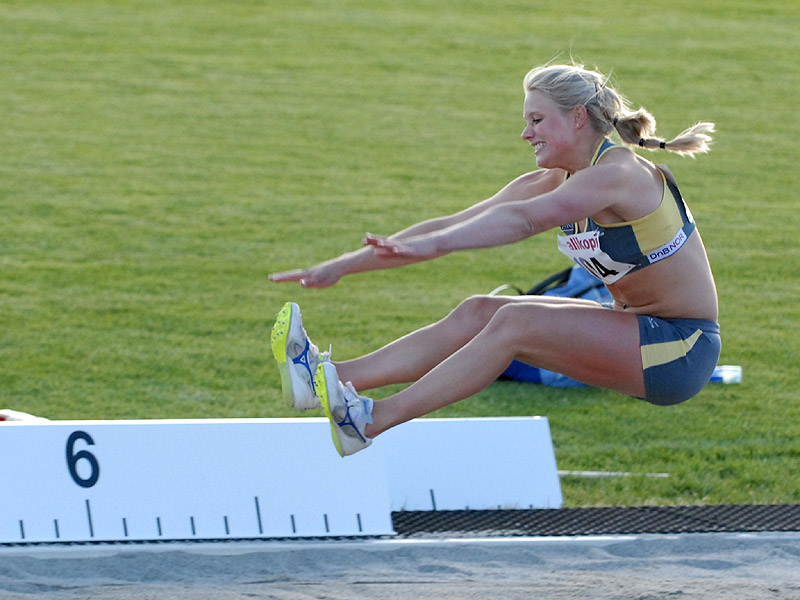
Ida Marcussen (hier beim Weitsprung) – Platz zwanzig
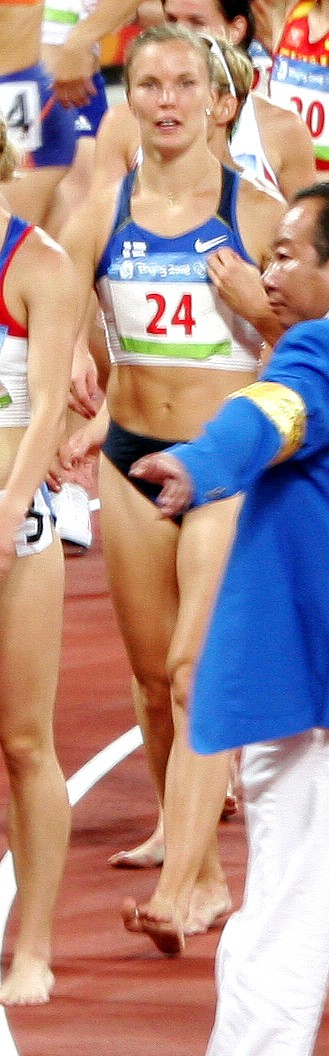
Niina Kelo – Platz 22
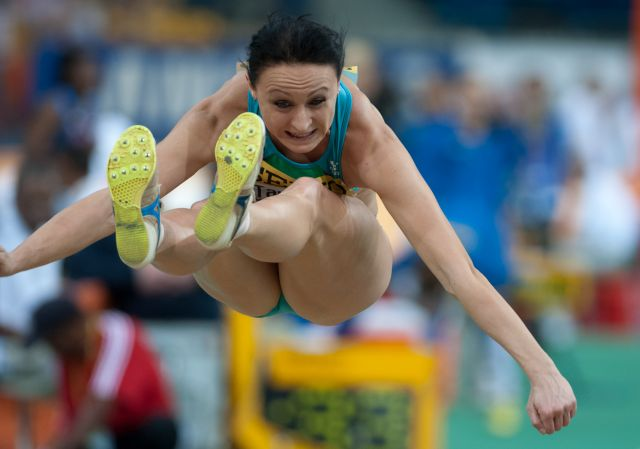
Yuliya Tarasova – Platz 25
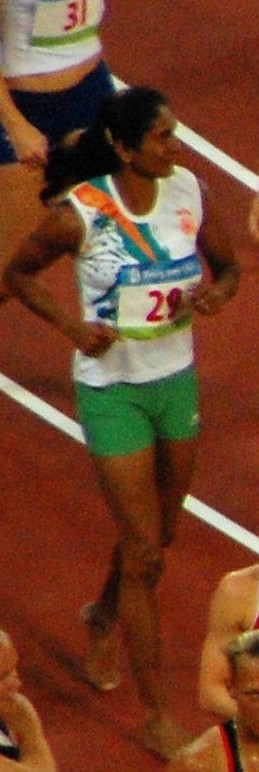
Pramila Aiyappa – Platz 26
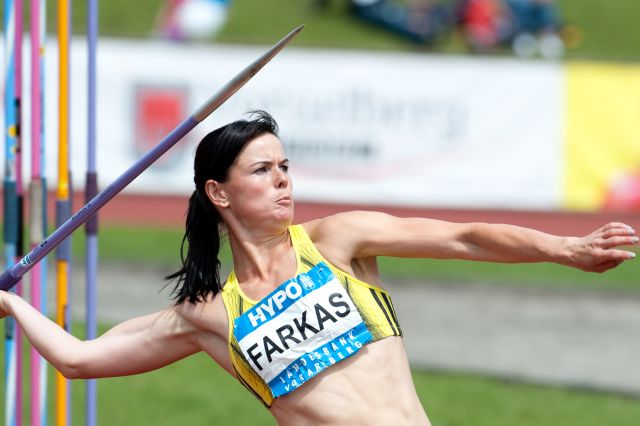
Györgyi Farkas wurde 27.
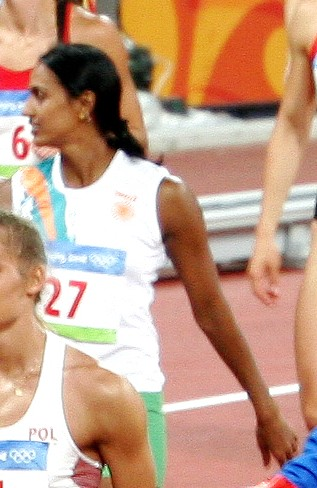
Javur Jagadeeshappa Shobha – Platz 28
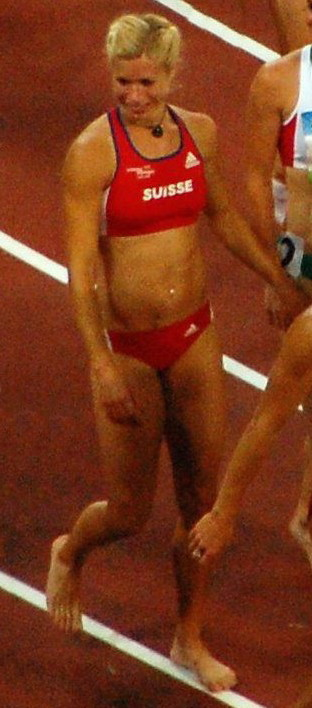
Linda Züblin kam auf Rang 29
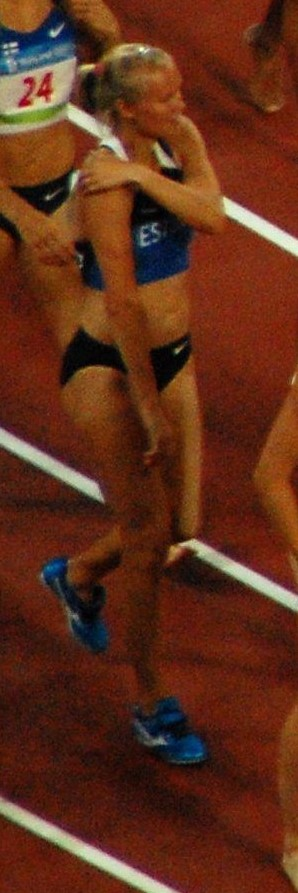
Kaie Kand – Platz 32
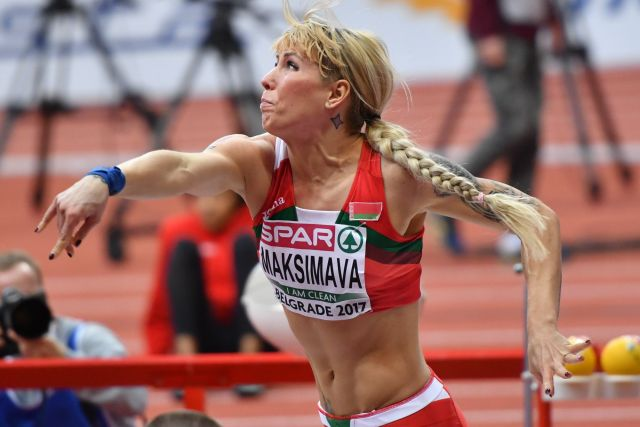
Jana Maksimawa – Platz 33
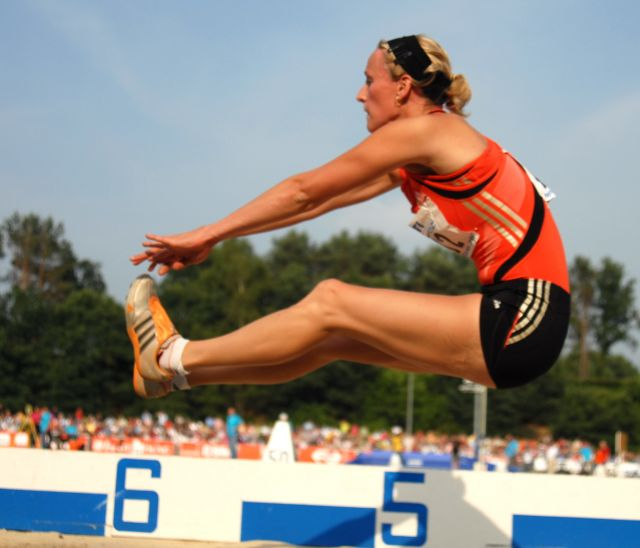
Laurien Hoos – ausgeschieden nach dem Speerwurf
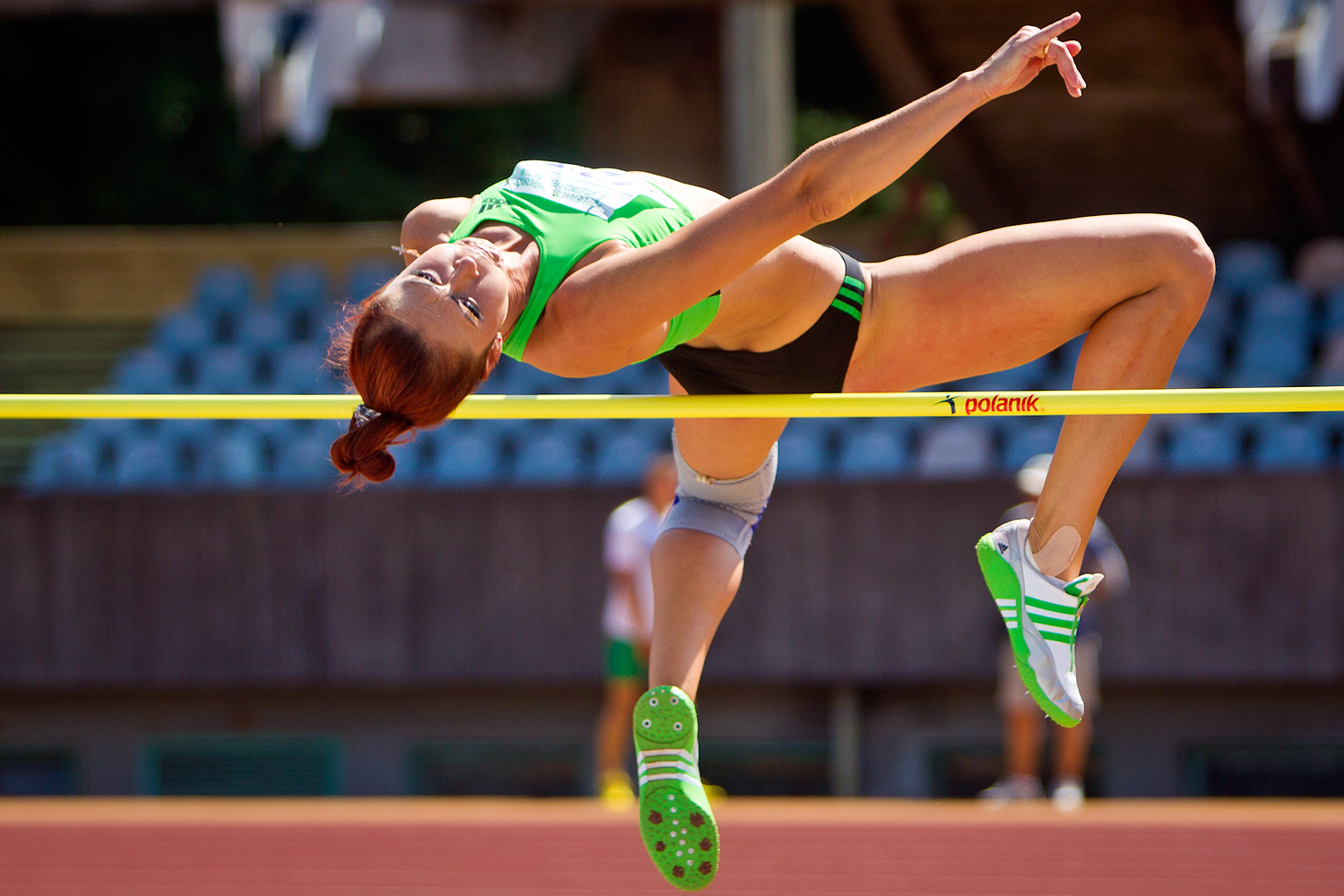
Viktorija Žemaitytė – nicht mehr angetreten zum Weitsprung
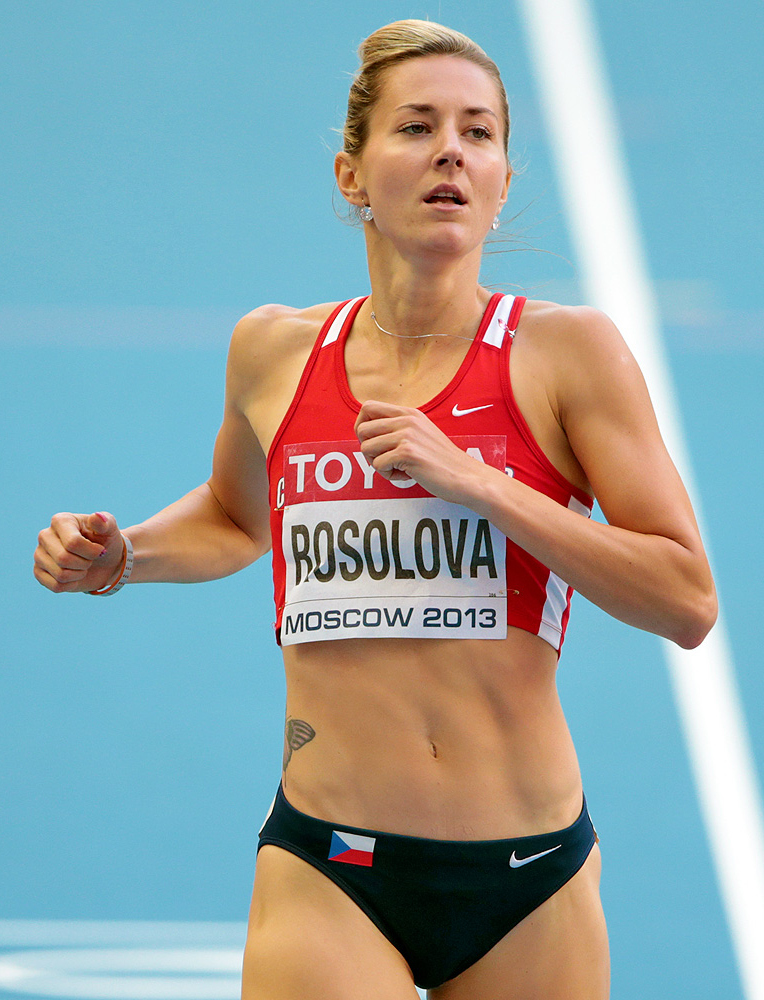
Denisa Ščerbová – Wettkampf nach dem Hochsprung beendet
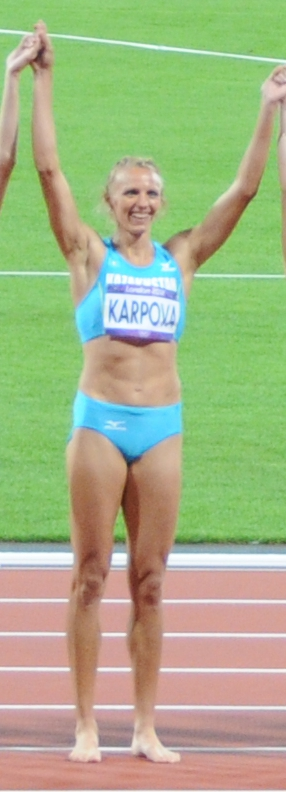
Irina Naumenko – zum Hochsprung nicht mehr angetreten
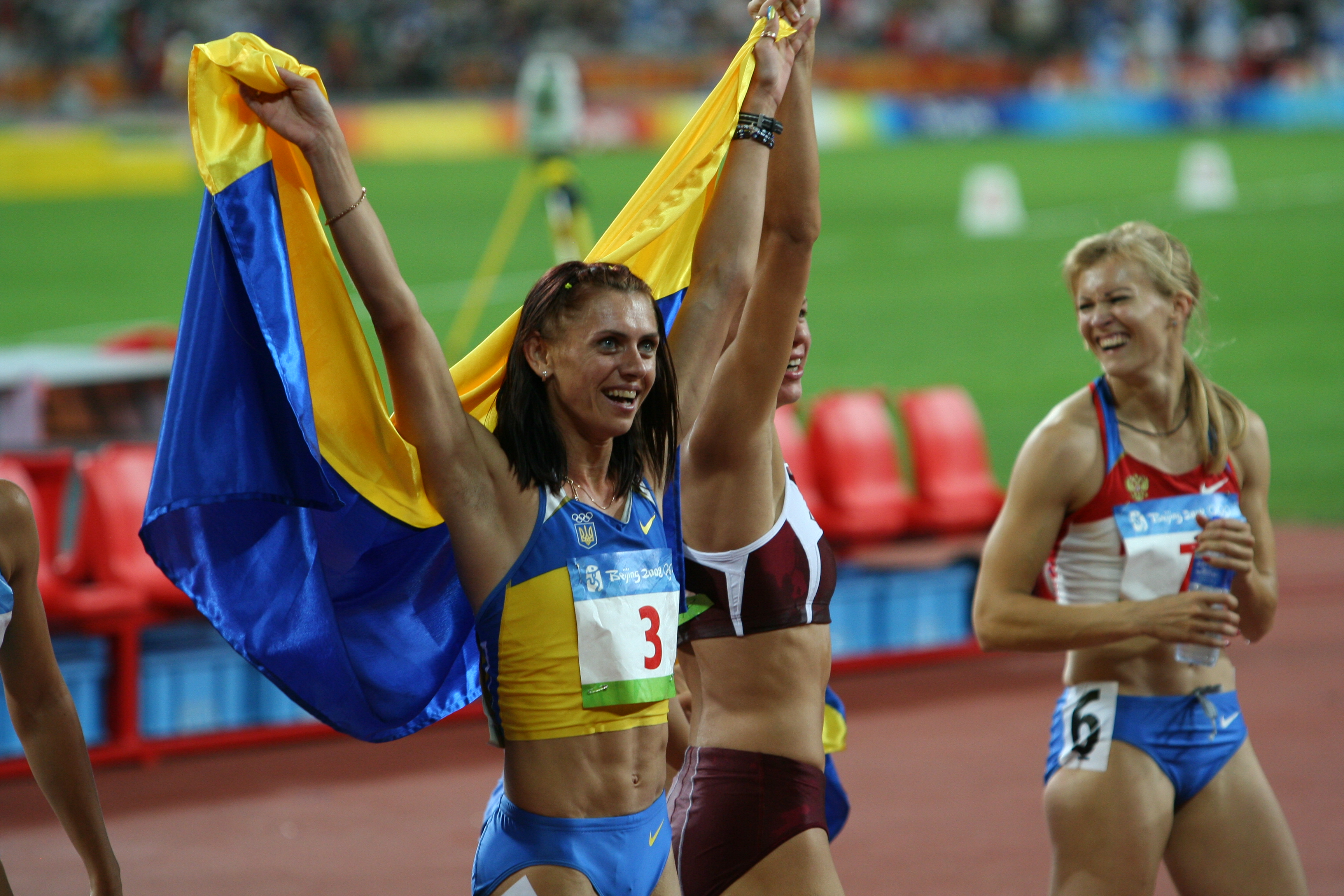
Ljudmyla Blonska – gedopt und wenige Tage nach dem Wettkampf disqualifiziert
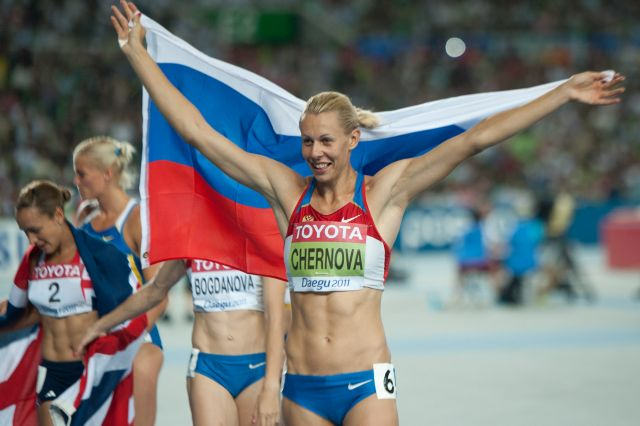
Tatjana Tschernowa – gedopt und im Jahr 2017 disqualifiziert

## Videolinks
- Athletics - Heptathlon - Javelin - Beijing 2008 Summer Olympic Games, youtube.com, abgerufen am 20. März 2022
- 800m heptathlon Beijing Olympics 2008, youtube.com, abgerufen am 11. Juli 2018